# 슈퍼볼
슈퍼볼(Super Bowl)은 내셔널 풋볼 리그(NFL)의 연례 리그 챔피언십 경기이다. 1966년부터 모든 NFL 시즌의 최종 경기로 치러졌으며(1967년과 2009년 시즌 사이의 프로볼 제외), NFL 챔피언십 경기를 대체했다. 2022년부터는 2월 둘째 주 일요일에 경기가 열린다. 이전 슈퍼볼은 1967년부터 1978년까지 1월 초중순 일요일에, 1979년부터 2003년까지 1월 말에 그리고 2004년부터 2021년까지 2월 첫째 주 일요일에 치러졌다. 우승팀에게는 첫 두 슈퍼볼에서 우승한 전설적인 패커스 감독의 이름을 딴 빈스 롬바디 트로피가 수여된다. NFL이 "슈퍼볼" 상표 사용을 제한하기 때문에, 비스폰서 기업들은 이를 "빅 게임" 또는 다른 일반적인 용어로 자주 부른다. 경기가 열리는 날은 일반적으로 "슈퍼볼 선데이" 또는 단순히 "슈퍼 선데이"로 불린다.
이 경기는 NFL과 경쟁 관계에 있던 아메리칸 풋볼 리그(AFL)가 '최고의' 팀들이 챔피언십을 놓고 경쟁하게 하자는 1966년 합병 합의의 일환으로 만들어졌다. 원래는 AFL–NFL 월드 챔피언십 경기라고 불렸으나, 1969년 슈퍼볼 III부터 "슈퍼볼"이라는 이름이 채택되었다. 1967년부터 1970년까지의 첫 네 번의 슈퍼볼은 합병 이전에 치러졌으며, NFL과 AFL이 각각 두 번씩 우승했다. 1970년 합병 이후, 10개의 AFL 팀과 3개의 NFL 팀이 아메리칸 풋볼 콘퍼런스(AFC)를 구성했고, 나머지 13개의 NFL 팀이 내셔널 풋볼 콘퍼런스(NFC)를 구성했다. 슈퍼볼 V가 열린 1971년 이후의 모든 경기는 두 콘퍼런스 중 최고의 팀이 맞붙었으며, NFC는 30번, AFC는 29번 우승했다.
현재 NFL 32개 팀 중 20개 팀(NFC 11개, AFC 9개)이 슈퍼볼에서 우승했고, 16개 팀(AFC 8개, NFC 8개)이 여러 차례 우승했다. AFC의 피츠버그 스틸러스와 뉴잉글랜드 패트리어츠는 각각 6번의 슈퍼볼 우승으로 가장 많은 우승 기록을 가지고 있다. 패트리어츠는 또한 11번의 슈퍼볼 출전으로 최다 출전 기록도 가지고 있다. 패트리어츠와 AFC의 덴버 브롱코스는 각각 5번의 슈퍼볼 패배로 최다 패배 기록을 가지고 있다. AFC의 볼티모어 레이븐스와 NFC의 탬파베이 버커니어스는 두 번의 슈퍼볼에서 무패를 기록한 유일한 프랜차이즈로, 각각 두 번 우승했다. 슈퍼볼에서 우승하지 못한 12개 팀 중 AFC의 클리블랜드 브라운스, 휴스턴 텍선스, 잭슨빌 재규어스와 NFC의 디트로이트 라이언스는 슈퍼볼에 한 번도 출전하지 못한 유일한 네 팀이다.
슈퍼볼은 전 세계에서 가장 많이 시청되는 단일 스포츠 행사 중 하나이며, 종종 그 해의 모든 미국 방송 중 가장 많은 시청자 수를 기록한다. 전 세계적으로 연간 가장 많이 시청되는 클럽 스포츠 행사로는 UEFA 챔피언스리그 결승전 다음으로 두 번째이며, 미국 텔레비전 역사상 가장 많이 시청된 방송 7개는 모두 슈퍼볼이다. 하프타임 쇼에는 최고의 아티스트들이 출연하며, 슈퍼볼 헤드라이닝은 음악계에서 가장 큰 영광 중 하나로 여겨진다. 높은 시청률로 인해 슈퍼볼 방송 중 상업 광고 시간은 연중 가장 비싸며, 이로 인해 기업들은 정기적으로 방송을 위한 가장 비싼 광고를 개발하고 상업 광고 시청은 행사의 필수적인 부분이 되었다. 슈퍼볼은 또한 추수감사절 저녁 다음으로 미국 내 식량 소비량이 두 번째로 많은 행사이며, 팬들은 일반적으로 맥주, 핫도그, 나초 및 기타 간식을 구매하며 NFL 경기 동안 식음료에 평균 58달러를 지출한다.

## 기원

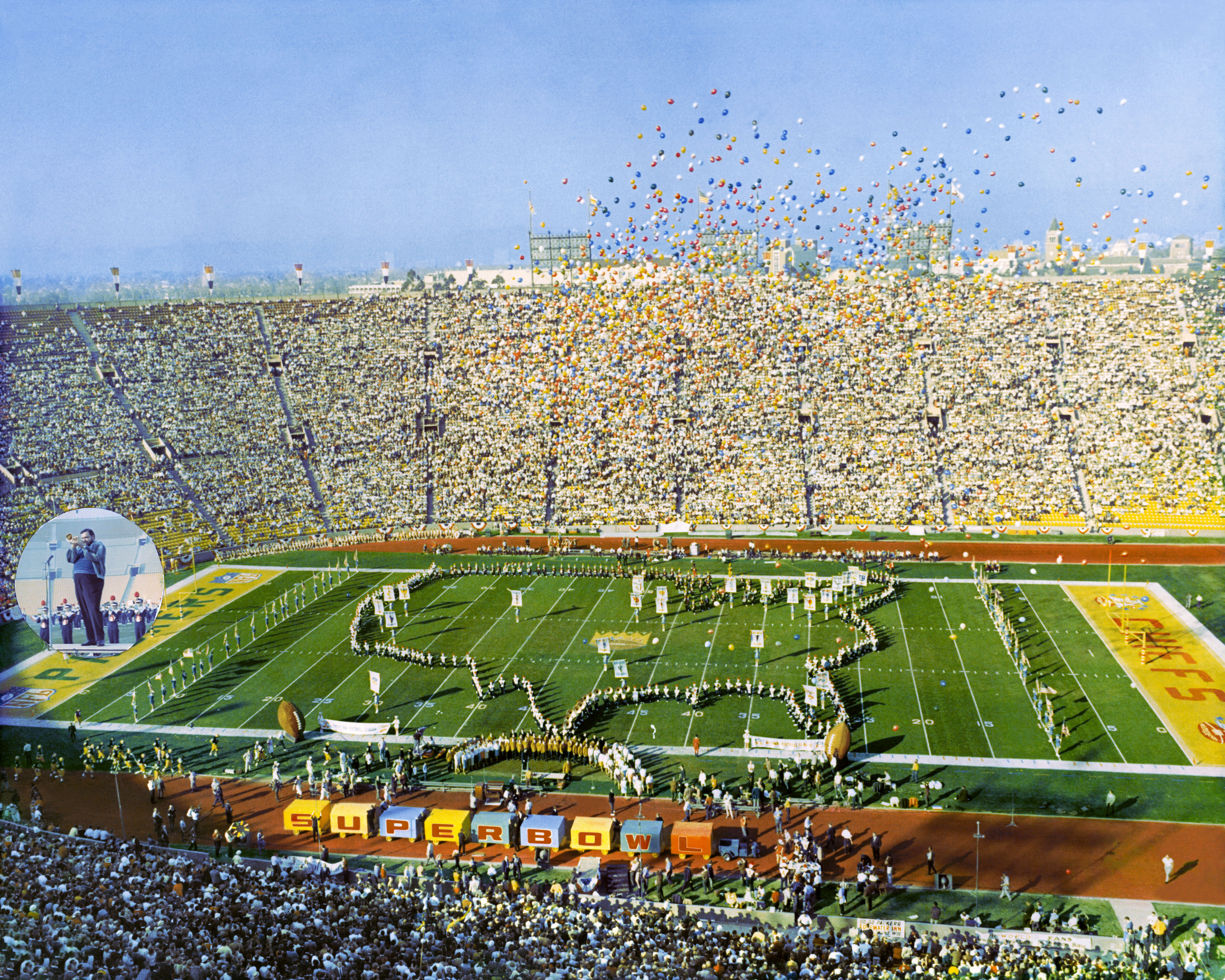
첫 슈퍼볼이 열린 로스앤젤레스 메모리얼 콜리세움

20세기 전환기부터 미국 전역의 칼리지 풋볼 팀들은 서로 "볼 게임"을 개최했다. 원래의 "볼 게임"은 패서디나 (캘리포니아주)에서 열린 로즈볼이었으며, 이는 1902년에 패서디나 토너먼트 오브 로지스의 일부로 "토너먼트 동서부 축구 경기"로 처음 개최되었다. 1923년, 토너먼트 동서부 축구 경기는 새로운 로즈볼 (경기장)으로 옮겨졌고, 경기장은 그곳에서 열리는 경기가 토너먼트 오브 로지스의 일부였고 뉴헤이븐 (코네티컷주)에 있는 예일볼처럼 그릇 모양을 하고 있었기 때문에 이름이 붙여졌다. 따라서 토너먼트 오브 로지스 축구 경기는 결국 로즈볼 게임으로 알려지게 되었다. 로즈볼 게임의 인기를 활용하여, 1935년에는 마이애미(오렌지볼), 뉴올리언스(슈거볼), 엘 패소(썬볼)에, 1937년에는 댈러스(코튼볼 클래식)에 시즌 후 대학 축구 경기가 만들어졌다. 첫 슈퍼볼이 열릴 때쯤에는 모든 주요 미국 미식축구 경기에 "볼"이라는 용어가 잘 정착되어 있었다.

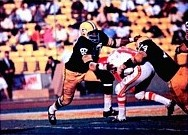
패커스는 첫 AFL–NFL 챔피언십 경기에서 치프스를 꺾었다.

1920년 창립 이후 40년간 NFL은 여러 라이벌 리그를 성공적으로 막아냈다. 1960년에는 아메리칸 풋볼 리그(AFL)가 창설되면서 가장 심각한 경쟁자를 만났다. AFL은 선수와 팬들을 놓고 NFL과 경쟁했다. AFL의 첫 시즌 이후, AFL 커미셔너 조 포스는 1961년 1월 14일에 NFL에 다가오는 1961년 시즌부터 두 리그 챔피언 간의 "월드 플레이오프" 경기를 개최할 것을 제안했다. 실제로 개최되었다면 첫 월드 플레이오프 경기는 AFL 챔피언 휴스턴 오일러스와 NFL 챔피언 그린베이 패커스의 대결이 되었을 것이다.
1960년대 중반, AFL 캔자스시티 치프스의 구단주 러마 헌트는 합병 회의에서 AFL–NFL 챔피언십 경기를 지칭하는 데 "슈퍼볼"이라는 용어를 처음 사용했다. 헌트는 나중에 이 이름이 자녀들이 슈퍼볼 장난감을 가지고 놀았기 때문에 머릿속에 있었을 가능성이 높다고 말했다. 이 공의 오래된 예시는 오하이오 캔턴의 프로 풋볼 명예의 전당에 전시되어 있다. 헌트는 1966년 7월 25일 NFL 커미셔너 피트 로젤에게 보낸 편지에서 "나는 농담 삼아 '슈퍼볼'이라고 불렀는데, 분명히 더 나은 이름으로 개선될 수 있다"고 썼다.
리그 구단주들은 "AFL–NFL 챔피언십 경기"라는 이름을 선택했지만, 1966년 7월 캔자스시티 스타는 헌트가 "두 리그 간의 챔피언십 경기를 위한 내 용어인 슈퍼볼"을 논의했다고 인용했고, 언론은 즉시 이 용어를 사용하기 시작했다. 그린베이의 안전수비수 톰 브라운은 첫 챔피언십 경기를 앞두고 이 이름을 사용했다: "프로 미식축구에서 첫 슈퍼볼 경기를 뛰는 것보다 더 큰 일은 없을 것 같다." 1967년 5월, 리그는 "많은 사람들이 그것을 좋아하지 않는다. 그것은 단어의 나쁜 유희이다. 모든 것이 슈퍼 이것, 슈퍼 저것이 되었다"고 말했다. 로젤은 제안을 요청했고, 초기 후보로는 "합병볼(Merger Bowl)", "정상볼(Summit Bowl)", "그 게임(The Game)" 등이 있었다. AP는 "슈퍼볼"이 "점점 커져서 슈퍼 위크, 슈퍼 선데이, 슈퍼 팀, 슈퍼 플레이어 등으로 무한히 이어졌다"고 보도했다. "슈퍼볼"은 세 번째 연례 경기부터 공식화되었다.
1971년 1월의 다섯 번째 대회부터는 경기가 열린 연도 대신 로마 숫자를 사용하여 각 슈퍼볼을 식별한다. 이 명명 규칙 전통의 유일한 예외는 2015 시즌에 이어 2016년 2월 7일에 열린 슈퍼볼 50이었다. 그 다음 해에는 명명법이 슈퍼볼 LI를 위해 로마 숫자로 돌아왔다.

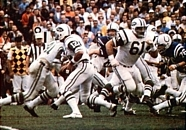
뉴욕 제츠는 III에서 볼티모어 콜츠를 꺾고 슈퍼볼에서 우승한 최초의 AFL 팀이었다.

NFL의 그린베이 패커스가 첫 두 슈퍼볼에서 우승하자, 일부 팀 구단주들은 합병의 미래를 우려했다. 당시에는 AFL 팀들이 NFL 팀들에 비해 경쟁력이 떨어진다는 인식이 많았지만, AFL의 뉴욕 제츠가 마이애미에서 열린 슈퍼볼 III에서 압도적으로 유리한 NFL 팀인 볼티모어 콜츠를 꺾으면서 이러한 인식이 바뀌었다. 1년 후, AFL의 캔자스시티 치프스는 뉴올리언스에서 열린 슈퍼볼 IV에서 NFL의 미네소타 바이킹스를 23–7로 꺾었고, 이는 합병 이전에 치러진 마지막 AFL–NFL 월드 챔피언십 경기였다. 1970년 시즌부터 NFL은 두 개의 콘퍼런스로 재편되었다. 이전 AFL 팀들과 세 개의 NFL 팀(볼티모어 콜츠, 피츠버그 스틸러스, 클리블랜드 브라운스)이 아메리칸 풋볼 콘퍼런스(AFC)를 구성하고, 나머지 NFL 클럽들은 내셔널 풋볼 콘퍼런스(NFC)를 형성했다. 두 콘퍼런스의 챔피언은 슈퍼볼에서 맞붙게 되었다.
우승팀은 빈스 롬바디 트로피를 받는데, 이 트로피는 첫 두 슈퍼볼 경기와 합병 이전의 5번의 NFL 챔피언십 ((1961, 1962, 1965, 1966, 1967)을 우승한 그린베이 패커스의 전 감독의 이름을 따서 명명되었다. 롬바르디가 1970년 9월에 사망한 후, 트로피는 그의 이름을 따서 명명되었다. 새로운 이름으로 수여된 첫 번째 트로피는 마이애미에서 열린 슈퍼볼 V에서 볼티모어 콜츠가 우승한 후 수여되었다.

## 경기 역사
슈퍼볼은 1967년부터 2001년까지 1월에 개최되었다. 2002년에는 9·11 테러 이후 정규 시즌 경기가 일주일 연기 및 재조정되었고, 그 결과 슈퍼볼 XXXVI가 2월에 열린 첫 번째 경기가 되었다. 슈퍼볼 XXXVII는 1월에 개최되었지만, 이후의 모든 경기는 2021년 시즌의 일정 확대로 경기가 둘째 주 일요일로 옮겨질 때까지 2월 첫째 주 일요일에 개최되었다.
현재 NFL 일정은 노동절 (미국)(9월 첫째 월요일) 직후 주말에 시작된다. 그 주말은 18주간의 정규 시즌의 첫 주로, 이어서 3주간의 플레이오프 경기와 1주간의 프로볼이 이어진다. 슈퍼볼은 프로볼 다음 주에 치러진다. 이 일정은 2021년 시즌 NFL 일정에 18주차와 17번째 정규 시즌 경기가 추가된 이후부터 적용되었으며, 2022년 2월 13일에 열린 슈퍼볼 LVI가 이 형식으로 치러진 첫 경기였다.
피츠버그 스틸러스와 뉴잉글랜드 패트리어츠는 각각 6번의 슈퍼볼 우승으로 공동 기록을 보유하고 있다. 댈러스 카우보이스와 샌프란시스코 포티나이너스는 각각 5번 우승했고, 패커스, 치프스, 뉴욕 자이언츠는 4번 우승했다. NFL의 다른 14개 프랜차이즈는 최소 한 번의 슈퍼볼에서 우승했다.
패트리어츠는 11번의 슈퍼볼 출전으로 최다 출전 기록을 보유하고 있다. 카우보이스, 스틸러스, 브롱코스, 포티나이너스는 각각 8번의 출전으로 공동 2위를 기록했다. 빌 벨리칙은 개인 최다 슈퍼볼 우승(8번) 및 출전(12번: 수석 코치 9번, 수석 코치 보조 1번, 수비 코디네이터 2번) 기록을 가지고 있다. 톰 브레이디는 선수로서 최다 슈퍼볼 출전(10번) 및 우승(7번) 기록을 가지고 있으며, 찰스 헤일리는 선수 중 두 번째로 많은 5번의 우승 기록을 가지고 있다.
8개 팀이 슈퍼볼에 출전했지만 우승하지 못했다. 미네소타 바이킹스는 4번 출전했지만 우승하지 못한 첫 팀이며, 버펄로 빌스는 기록적인 4년 연속 슈퍼볼에 출전했지만 모두 패배했다. 패트리어츠와 브롱코스는 각각 5번의 슈퍼볼 패배로 공동 최다 패배 기록을 가지고 있다.
클리블랜드 브라운스, 디트로이트 라이언스, 휴스턴 텍선스, 잭슨빌 재규어스는 슈퍼볼에 한 번도 출전하지 못한 네 팀이지만, 브라운스와 라이언스는 슈퍼볼 시대 이전에 NFL 챔피언십에서 우승한 적이 있다. 1995년에 창단한 재규어스와 2002년에 창단한 텍선스는 리그에서 가장 최근에 창단된 프랜차이즈 중 하나이다.

### 1960년대: 초기 역사와 패커스의 지배
패커스는 1966년과 1967년 시즌 이후 각각 캔자스시티 치프스와 오클랜드 레이더스를 물리치고, 나중에 슈퍼볼로 개명된 첫 두 AFL–NFL 월드 챔피언십 경기에서 우승했다. 패커스는 쿼터백 바트 스타가 이끌었으며, 그는 두 경기 모두 최우수 선수(MVP)로 선정되었다. 이 두 번의 챔피언십은 패커스의 1961년, 1962년, 1965년 NFL 챔피언십과 함께 NFL 역사상 가장 성공적인 기간을 이룬다. 7년 동안 5번의 챔피언십, 그리고 NFL 역사상 두 번째 쓰리핏(1965, 1966, 1967). 패커스는 또한 플레이오프 이전 시대(1929, 1930, 1931)에도 이 위업을 달성한 유일한 팀이다. NFL의 첫 플레이오프 경기는 1932년이었다.
슈퍼볼 III에서 AFL의 뉴욕 제츠는 NFL의 19.5점 차 우승 후보인 볼티모어 콜츠를 16–7로 꺾었다. 제츠는 쿼터백 조 나마스가 경기 전 제츠의 승리를 보장한다고 말했고, 전 콜츠 감독 위브 유뱅크가 이끌었으며, 그들의 승리는 AFL이 NFL과 경쟁할 수 있음을 입증했다. 이는 이듬해 치프스가 슈퍼볼 IV에서 NFL의 바이킹스를 23–7로 꺾으면서 더욱 강화되었다.

### 1970년대: 지배적인 프랜차이즈
1970년 AFL–NFL 합병이 완료된 후, 카우보이스, 마이애미 돌핀스, 스틸러스의 세 프랜차이즈는 1970년대를 지배하며 이 10년 동안 총 8번의 슈퍼볼에서 우승했으며, 스틸러스는 8번 중 4번을 우승했다.
이제 AFC의 멤버가 된 볼티모어 콜츠는 슈퍼볼 V에서 카우보이스를 꺾고 10년을 시작했는데, 이 경기는 패배 팀 선수가 슈퍼볼 MVP를 수상한 유일한 슈퍼볼이다(카우보이스의 라인배커 척 하울리). 이 슈퍼볼부터 모든 슈퍼볼은 NFL 챔피언십 경기로 치러졌다.

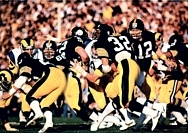
스틸러스는 슈퍼볼 XIV에서 램스를 꺾고 6년 만에 전례 없는 4번째 챔피언십을 차지했다.

카우보이스는 지난 시즌 패배에서 돌아와 돌핀스를 상대로 슈퍼볼 VI에서 우승했다. 그러나 이것이 돌핀스의 1년 이상 마지막 패배가 될 것이었는데, 다음 해 돌핀스는 정규 시즌에서 14승 0패를 기록하고 결국 모든 플레이오프 경기에서 승리했으며, 슈퍼볼 VII에서 14–7로 승리하며 정규 시즌과 포스트 시즌 전체를 무패로 마친 슈퍼볼 시대 최초이자 유일한 팀이 되었다. 돌핀스는 1년 후 슈퍼볼 VIII에서 미네소타 바이킹스를 24–7로 꺾고 리그 챔피언십을 다시 차지했다.
1970년대 중반부터 후반까지 스틸러스는 6년 동안 4번의 슈퍼볼(IX, X, XIII, XIV)에서 우승하며 합병 후 시대 NFL 최초의 왕조가 되었다. 그들은 헤드 코치 척 놀, 공격 스타 테리 브래드쇼, 프랑코 해리스, 린 스완, 존 스톨워스, 마이크 웹스터의 플레이, 그리고 "민" 조 그린, L. C. 그린우드, 어니 홈즈, 멜 블런트, 잭 햄, 잭 램버트가 이끄는 압도적인 "스틸 커튼" 수비로 이끌었다. 팀의 주요 선수 중 다수는 1974년 드래프트에서 선정되었는데, 피츠버그는 그 해 드래프트에서 4명의 미래 명예의 전당 헌액자를 지명하여 모든 스포츠 팀 중 단일 드래프트 최다 기록을 세웠다. 다섯 번째 선수인 도니 셸은 1974년 NFL 드래프트에서 지명되지 않은 후 피츠버그에 의해 계약되었으며, 그 또한 나중에 명예의 전당에 헌액되었다. 스틸러스는 3번, 그리고 4번의 슈퍼볼에서 우승한 최초의 팀이며, 10년 동안 6번의 AFC 챔피언십 경기에 출전하여 8년 연속 플레이오프에 진출했다. 피츠버그는 여전히 두 번의 연속 슈퍼볼 우승과 6년 동안 4번의 슈퍼볼 우승을 기록한 유일한 팀이다.
스틸러스의 1970년대 왕조는 레이더스의 슈퍼볼 XI 첫 슈퍼볼 우승과 카우보이스의 슈퍼볼 XII 두 번째 슈퍼볼 우승으로만 중단되었다. 반대로, 퍼플 피플 이터스 수비진을 가진 바이킹스는 이 10년 동안 여러 슈퍼볼(IV, VIII, IX, XI)에 출전했지만 모두 우승하지 못한 유일한 다른 팀이었다.

### 1980년대와 1990년대: NFC의 연승 행진
1980년대와 1990년대에는 AFC의 상황이 역전되었고, NFC가 새로운 10년과 1990년대 대부분의 슈퍼볼을 지배했다. NFC는 이 두 10년 동안 20번의 슈퍼볼 중 16번을 우승했으며, 슈퍼볼 XIX부터 슈퍼볼 XXXI까지 13번 연속 우승했다.

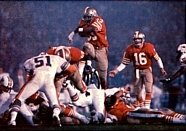
슈퍼볼 XIX에서 돌핀스를 상대로 경기를 펼치는 포티나이너스

1980년대 가장 성공적인 팀은 명예의 전당에 헌액된 헤드 코치 빌 월시의 웨스트 코스트 오펜스를 선보인 포티나이너스였다. 이 공격은 세 번의 슈퍼볼 MVP이자 명예의 전당에 헌액된 쿼터백 조 몬태나, 슈퍼볼 MVP이자 명예의 전당에 헌액된 와이드 리시버 제리 라이스, 러닝백 로저 크레이그, 그리고 명예의 전당에 헌액된 수비 안전수비수/코너백 로니 로트가 이끌었다. 그들의 리더십 아래, 포티나이너스는 이 10년 동안 4번의 슈퍼볼(XVI, XIX, XXIII, XXIV)에서 우승했고, 1981년과 1990년 사이에 9번의 플레이오프 진출을 기록했으며, 8번의 디비전 챔피언십을 포함하여 합병 후 NFL의 두 번째 왕조가 되었다. 1984 샌프란시스코 포티나이너스는 월시 감독 아래 18승 1패를 달성한 첫 팀이었다. 1989 샌프란시스코 포티나이너스는 첫 해 조지 사이퍼트 감독 아래 슈퍼볼 XXIV에서 덴버 브롱코스를 55–10으로 꺾고 슈퍼볼 역사상 가장 압도적인 승리를 기록했다.
1980년대에는 또한 헤드 코치 마이크 딧카, 쿼터백 짐 맥마흔, 그리고 명예의 전당에 헌액된 러닝백 월터 페이튼이 이끄는 18승 1패를 기록한 1985 시카고 베어스도 있었다. 그들의 팀은 압도적인 방식으로 슈퍼볼 XX에서 우승했다. 워싱턴 커맨더스와 뉴욕 자이언츠도 이 시기의 상위 팀이었다. 워싱턴은 XVII, XXII, XXVI에서 우승했다. 자이언츠는 XXI과 XXV에서 우승했다. 두 팀 모두 다른 선발 쿼터백으로 여러 슈퍼볼에서 우승했다. 워싱턴은 조 시즈먼(XVII), 더그 윌리엄스(XXII), 마크 리피엔(XXVI)으로 우승했고, 자이언츠는 필 심스(XXI)와 제프 호스틀러(XXV)로 우승했다. 1970년대와 마찬가지로, 레이더스는 NFC 팀의 슈퍼볼 지배를 중단시킨 유일한 AFC 팀이었다. 그들은 XV와 XVIII(후자는 로스앤젤레스 레이더스 시절)에서 우승했다.
반대로, 신시내티 벵골스(XVI 및 XXIII), 돌핀스(XVII 및 XIX), 그리고 브롱코스(XXI, XXII 및 XXIV)는 1980년대에 여러 슈퍼볼에 진출했지만 한 번도 우승하지 못했다.
1980년대에 여러 시즌 동안 저조한 기록을 보인 후, 카우보이스는 1990년대에 다시 부각되었다. 이 10년 동안 카우보이스는 1990년과 1997년 시즌을 제외하고 매년 포스트 시즌에 진출했다. 1992년부터 1996년까지 카우보이스는 매년 디비전 챔피언십에서 우승했다. 같은 기간 동안 버펄로 빌스는 기록적인 4년 연속 슈퍼볼에 진출했지만 모두 패배했다(XXV-XXVIII). 디비전 라이벌인 뉴욕(1990년)과 워싱턴(1991년)의 슈퍼볼 챔피언십 이후, 카우보이스는 쿼터백 트로이 에이크먼, 러닝백 에밋 스미스, 와이드 리시버 마이클 어빈의 활약으로 다음 네 번의 슈퍼볼 중 세 번(XXVII, XXVIII, XXX)에서 우승했다. 이 세 선수 모두 명예의 전당에 헌액되었다. 카우보이스의 연승은 포티나이너스에 의해 중단되었는데, 포티나이너스는 슈퍼볼 XXIX에서 슈퍼볼 MVP이자 명예의 전당에 헌액된 쿼터백 스티브 영(슈퍼볼 기록 6개의 터치다운 패스 던짐), 명예의 전당에 헌액된 와이드 리시버 제리 라이스, 명예의 전당에 헌액된 코너백 데이언 샌더스의 압도적인 활약으로 리그 최다인 5번째 타이틀을 차지했다. 그러나 이듬해 슈퍼볼 XXX에서 카우보이스가 우승하면서 샌더스가 49ers에서 슈퍼볼 우승을 차지한 후에도 총 5개의 타이틀을 얻었다. NFC의 연승 행진은 명예의 전당에 헌액된 쿼터백 브렛 파브르가 이끄는 패커스가 슈퍼볼 XXXI에서 우승하며 이어졌는데, 이는 1967년 슈퍼볼 II 이후 첫 챔피언십이었다.
패트리어츠는 XX(1985년)와 XXXI(1996년)에서 첫 슈퍼볼 출전을 기록했지만 두 번 모두 패배했다. 그러나 세기가 바뀌면서 곧 프랜차이즈에 희망과 영광이 찾아올 것이다.

### 2000년대: AFC의 부활과 패트리어츠의 부상
슈퍼볼 XXXII에서는 쿼터백 존 엘웨이와 러닝백 테럴 데이비스가 덴버 브롱코스를 이끌고 전년도 챔피언인 패커스를 상대로 이변의 승리를 거두며 NFC의 13년 연속 우승 행진을 끊었다. 다음 해, 브롱코스는 슈퍼볼 XXXIII에서 애틀랜타 팰컨스를 물리쳤는데, 이는 엘웨이의 다섯 번째 슈퍼볼 출전이자 두 번째 NFL 챔피언십, 그리고 그의 마지막 NFL 경기였다. 연속 우승은 AFC 팀들이 12번의 슈퍼볼 중 9번을 우승하는 모멘텀의 변화를 예고했다. 1995년부터 2018년까지 스틸러스, 패트리어츠, 브롱코스, 볼티모어 레이븐스, 인디애나폴리스 콜츠의 다섯 팀이 24번의 AFC 슈퍼볼 출전 중 22번(최근 16번 포함)을 차지했으며, 이들 팀들은 종종 플레이오프 초반에 서로 맞붙었다. 대조적으로, NFC는 2001년부터 2010년까지 매 시즌 다른 팀이 슈퍼볼에 진출했다.

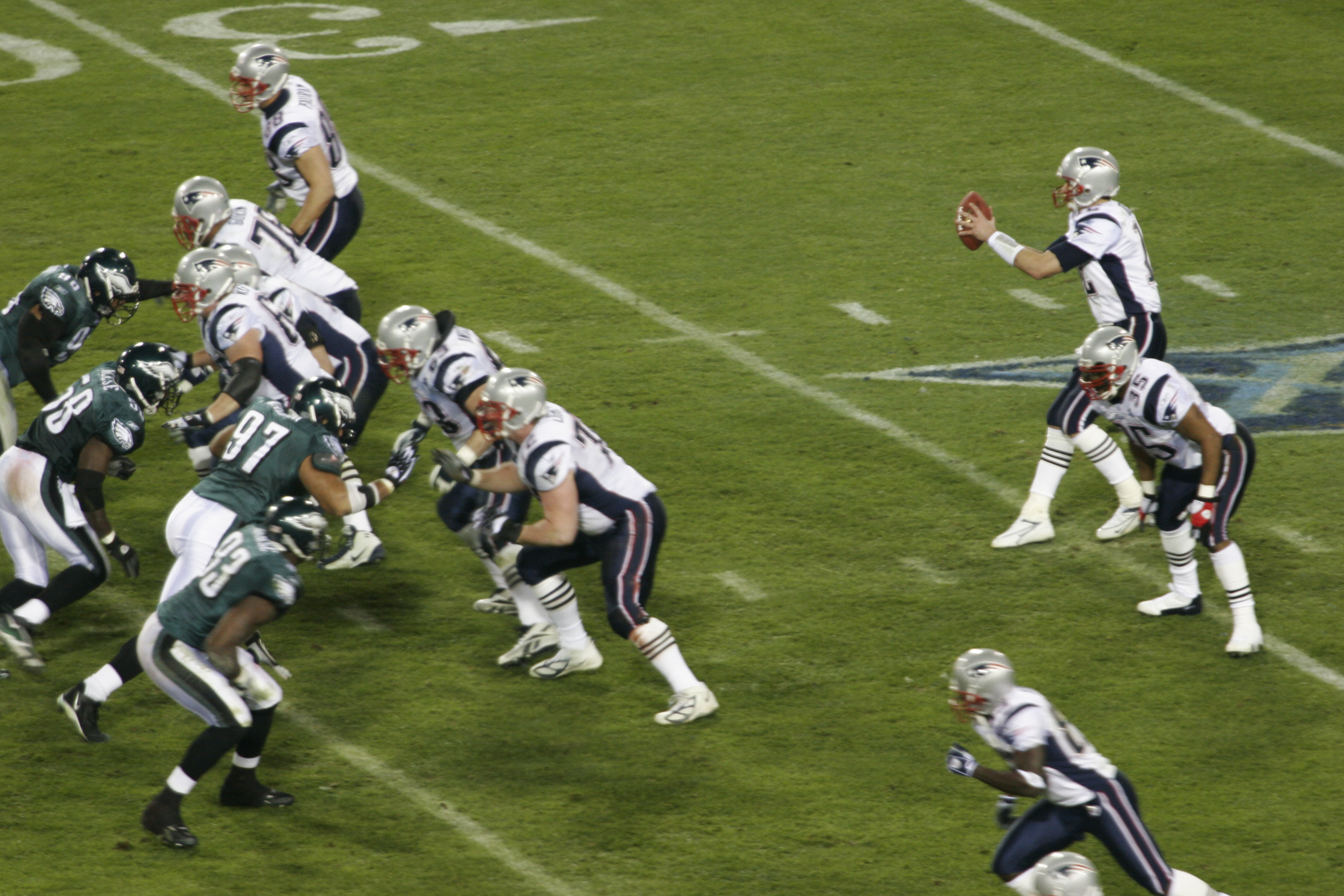
슈퍼볼 XXXIX에서 이글스를 상대로 경기하는 패트리어츠

뉴잉글랜드 패트리어츠는 2000년대 초반 내내 지배적인 팀이 되었고, 10년 초반 4년 중 3년 동안 챔피언십에서 우승했다. 그들은 NFL 역사상 두 번째로 그렇게 한 팀이 되었다(1990년대 댈러스 카우보이스에 이어). 슈퍼볼 XXXVI에서 첫 해 선발 쿼터백 톰 브레이디는 2시즌 전 슈퍼볼 XXXIV에서 우승한 세인트루이스 램스를 20–17로 꺾는 이변의 승리를 이끌었다. 브레이디는 이 경기에서 MVP를 수상했다. 패트리어츠는 또한 XXXVIII와 XXXIX에서 각각 캐롤라이나 팬서스와 필라델피아 이글스를 물리치고 우승했다. 이 4년 동안의 패트리어츠 지배는 탬파베이 버커니어스의 슈퍼볼 XXXVII에서 오클랜드 레이더스를 48–21로 꺾은 승리에 의해 중단되었다.
스틸러스와 콜츠는 2005년과 2006년 시즌에 각각 시애틀 시호크스와 시카고 베어스를 물리치고 XL과 XLI에서 우승하며 AFC 지배 시대를 이어갔다.
2007년 시즌에 패트리어츠는 NFL 역사상 네 번째로 무패 무승 정규 시즌 기록을 세웠고, 1972년 마이애미 돌핀스 이후 슈퍼볼 시대에서는 두 번째였으며, 16승 0패를 기록한 첫 번째 팀이었다. 그들은 AFC 플레이오프를 쉽게 통과했고 슈퍼볼 XLII에서 강력한 우승 후보였다. 그러나 그들은 일라이 매닝이 이끄는 뉴욕 자이언츠에게 17–14로 패배했고, 패트리어츠의 2007년 기록은 18승 1패로 마감되었다.
다음 시즌, 스틸러스는 애리조나 카디널스를 상대로 27–23으로 승리한 XLIII에서 기록적인 여섯 번째 슈퍼볼 타이틀을 차지했다.
2009년 시즌에는 뉴올리언스 세인츠가 슈퍼볼 XLIV에서 인디애나폴리스 콜츠를 31–17로 꺾고 첫 챔피언십을 차지했다. 이 승리로 세인츠는 뉴욕 제츠와 함께 유일한 슈퍼볼 출전에서 우승한 팀이 되었으며, 레이븐스도 2000년 시즌 이후 슈퍼볼 XXXV에서 우승하며, 그리고 버커니어스는 2002년에 이러한 영예를 누렸다.

### 2010년대: 패트리어츠의 지배; NFC의 균형

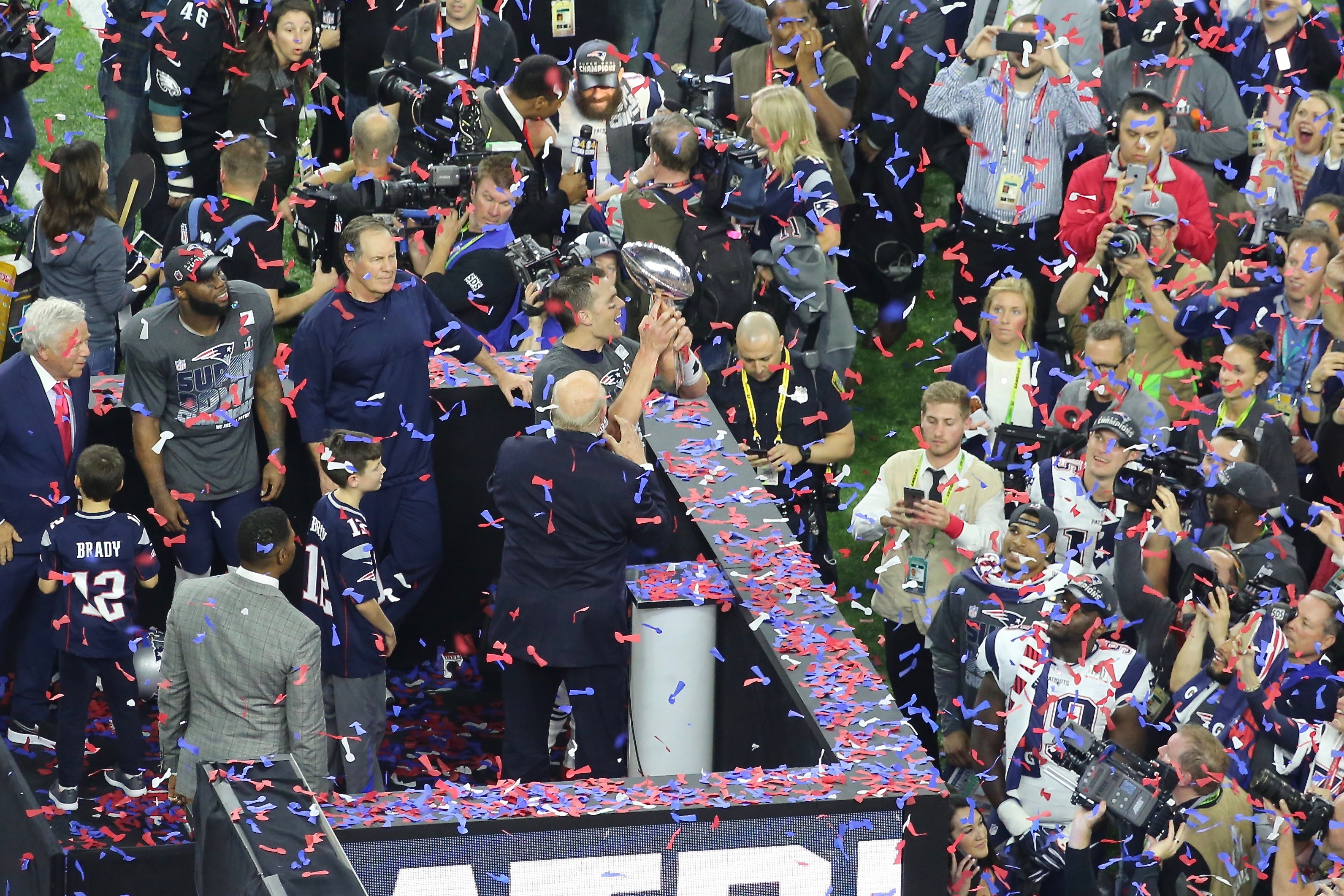
슈퍼볼 LI 이후 뉴잉글랜드 패트리어츠의 경기 후 연설, 2017년 2월 5일

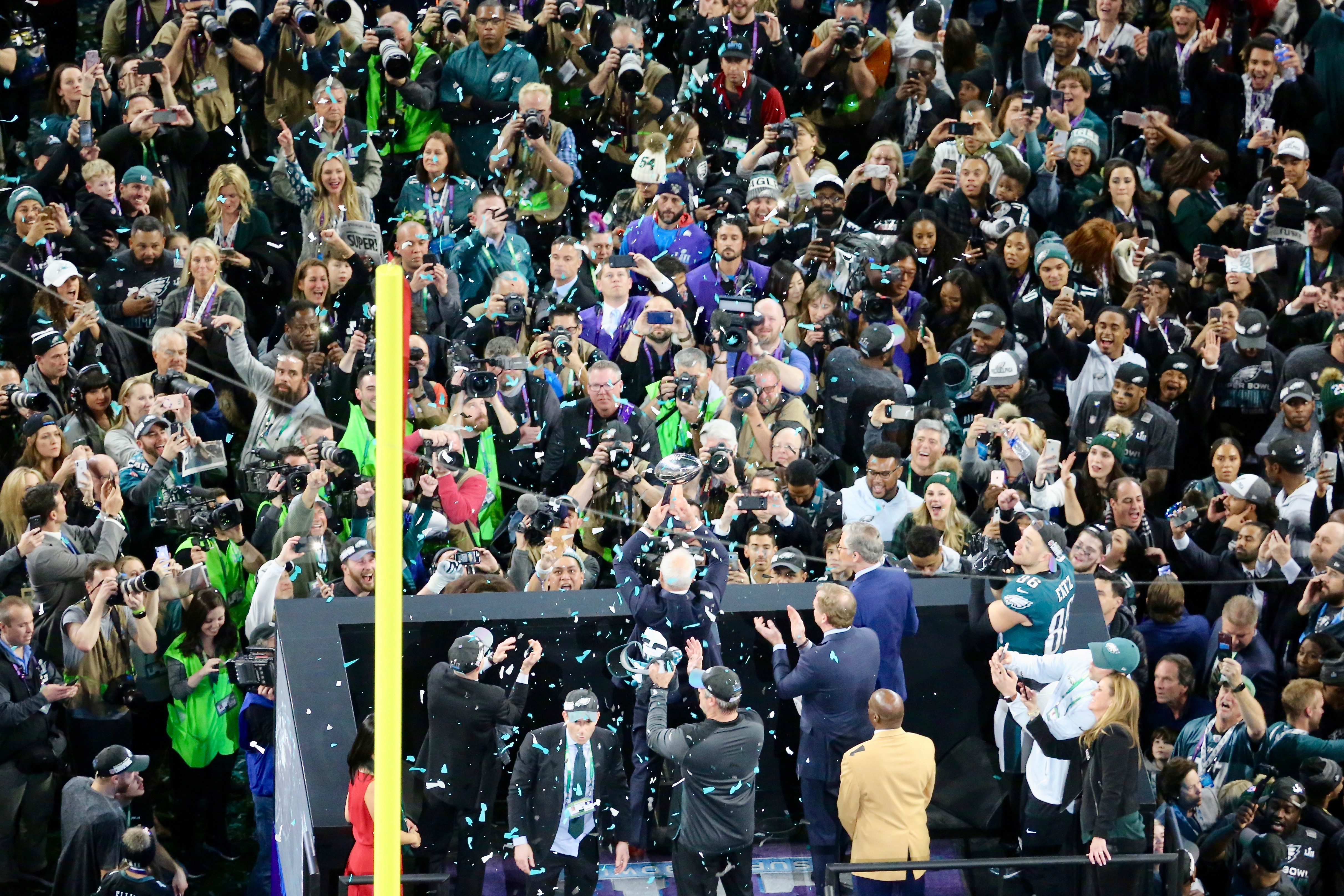
슈퍼볼 LII에서 우승한 후 필라델피아 이글스가 빈스 롬바디 트로피를 받고 있다, 2018년 2월 4일.

AFC에서는 이 시대가 패트리어츠에 의해 지배되었으며, 콘퍼런스를 대표하는 다른 팀은 스틸러스, 레이븐스, 브롱코스, 치프스뿐이었다. 패트리어츠는 1970년대 댈러스 카우보이스와 함께 10년 동안 가장 많은 슈퍼볼 출전(2011, 2014, 2016, 2017, 2018)을 기록하며 기록을 갱신했다. 패트리어츠는 또한 5년 동안 4번의 슈퍼볼에 출전했다. 그들은 또한 2011년부터 2018년까지 8년 연속 AFC 챔피언십에 출전했다.
2000년대와 2010년대의 슈퍼볼에서는 여러 참가 쿼터백, 특히 AFC 측에서 동일한 팀과 선수들의 반복적인 출전으로 강력한 활약을 보였다. 특히, 톰 브레이디, 벤 로슬리스버거, 페이턴 매닝은 2001년부터 2018년까지 모든 슈퍼볼 중 두 번을 제외하고 AFC 팀의 쿼터백으로 출전했다. 반대로, 이 시대에 동일한 쿼터백으로 여러 번 슈퍼볼에 진출한 NFC 팀은 쿼터백 러셀 윌슨이 이끄는 시호크스와 쿼터백 일라이 매닝이 이끄는 자이언츠뿐이었다.
이 팀들 중 하나는 2010년 시즌의 정점인 슈퍼볼 XLV에 출전하여 2011년 2월 스틸러스를 물리치고 패커스에게 네 번째 슈퍼볼 우승과 기록적인 총 13번째 NFL 챔피언십을 안겨주었다. 이는 에런 로저스의 유일한 슈퍼볼 우승이었다.
다음 해, 슈퍼볼 XLVI에서 패트리어츠는 10년 만에 처음으로 출전했으며, 이후 계속해서 주요 팀으로 자리 잡았다. 그러나 패트리어츠는 일라이 매닝이 이끄는 자이언츠에게 21–17로 패배했고, 자이언츠는 4년 전에도 패트리어츠를 꺾은 적이 있었다. 이것은 자이언츠의 네 번째 슈퍼볼 우승이었다.
슈퍼볼 XLVII에서는 NFC의 49ers가 레이븐스에게 34–31로 패배했다. 이 경기는 두 팀의 감독인 존 하보와 짐 하보가 형제라는 사실 때문에 경기 몇 주 전부터 '하보볼'로 불렸다. 3쿼터 동안 레이븐스는 28–6으로 압도적인 리드를 잡았다. 그러나 경기가 진행되던 뉴올리언스에서 정전이 발생했다. 경기는 34분 동안 지연되었고, 재개된 후 샌프란시스코는 17점을 연속으로 득점하며 맹추격했지만 결국 패배했다.
2014년 2월 뉴저지주의 메트라이프 스타디움에서 열린 슈퍼볼 XLVIII은 추운 날씨 환경에서 야외에서 개최된 첫 슈퍼볼이었다. 시호크스는 NFL의 단일 시즌 득점 기록을 깬 페이턴 매닝이 이끄는 덴버의 공격을 상대로 시애틀의 최고 수비력을 내세워 브롱코스를 43–8로 물리치고 첫 NFL 우승을 차지했다.
슈퍼볼 XLIX에서 패트리어츠는 전년도 슈퍼볼 챔피언인 시호크스를 28–24로 꺾었다. 10점 차로 뒤지던 패트리어츠는 4쿼터 막판에 톰 브래디가 두 개의 터치다운을 기록하며 극적인 역전승을 거두었다. 경기 막판 주요 플레이에서 당시 신인 자유계약선수 말콤 버틀러는 러셀 윌슨의 패스를 1야드 라인에서 가로채 패트리어츠가 시간을 다 쓰고 경기를 끝낼 수 있도록 했다. 톰 브래디는 세 번째 슈퍼볼 MVP를 수상하여 조 몬태나와 함께 최다 슈퍼볼 MVP 수상 기록을 세웠다.
아라비아 숫자로 표기된 첫 슈퍼볼인 슈퍼볼 50에서 브롱코스는 리그 최고의 수비력을 앞세워 리그 최고의 공격력을 가진 팬서스를 물리쳤고, 이는 쿼터백 페이턴 매닝의 마지막 경기가 되었다. 본 밀러는 2.5개의 색과 두 번의 캠 뉴턴 펌블을 유도하여 브롱코스의 터치다운으로 이어지게 하며 경기를 지배했다.
슈퍼볼 LI에서 애틀랜타 팰컨스는 3쿼터 후반 28–3으로 앞서고 있었지만, 패트리어츠는 연속 터치다운과 2점 컨버전스로 28–28 동점을 만들고 연장전에서 34–28로 승리하며 슈퍼볼 역사상 첫 연장전 승리를 거두었다. 이 25점 차 역전승은 슈퍼볼 역사상 가장 큰 역전승으로, 이전 10점 차 역전승 기록을 깼다. 패트리어츠는 연장전에서 결승 터치다운을 기록할 때까지 한 번도 리드를 잡지 못했다. 이는 톰 브래디의 5번째 슈퍼볼 우승이었고, 그는 당시 기록인 466야드를 43번의 성공으로 던지며 기록적인 네 번째 슈퍼볼 MVP를 수상했다.
슈퍼볼 LII에서 필라델피아 이글스는 전년도 챔피언인 패트리어츠를 41–33으로 꺾고 프랜차이즈의 57년 챔피언십 가뭄을 끝냈다. 닉 폴스가 슈퍼볼 MVP를 수상했다. 패트리어츠는 패배했지만 총 613야드를 기록했고, 톰 브래디는 이전 슈퍼볼 기록인 466야드를 넘어선 505야드로 역대 플레이오프 기록을 세웠으며, 이글스는 승리하면서 538야드를 얻었다. 두 팀의 총합 공격 야드 1,151야드는 거의 70년 동안 깨지지 않았던 NFL 기록(모든 경기)을 깼다. 패트리어츠의 33점은 슈퍼볼 역사상 가장 높은 패배 점수였으며, 이 기록은 2023년 이글스가 슈퍼볼 LVII에서 캔자스시티 치프스에게 38–35로 패배할 때까지 유지되었다. 이글스의 세 번째 슈퍼볼 출전이자 프랜차이즈 역사상 첫 우승이었다. 이글스의 승리로 NFC 이스트는 각 팀이 최소 한 번의 슈퍼볼에서 우승한 첫 번째 디비전이 되었다.
슈퍼볼 LII가 두 번째로 높은 점수를 기록한 슈퍼볼이었지만, 다음 해의 슈퍼볼 LIII는 가장 낮은 점수를 기록한 슈퍼볼이 되었다. 패트리어츠는 로스앤젤레스 램스를 13–3으로 꺾었다. 이로써 그들은 슈퍼볼 역사상 우승팀 중 가장 낮은 총점을 기록한 팀이 되었다. 톰 브레이디는 NFL 역사상 어떤 선수보다 많은 6번째 슈퍼볼 우승을 기록하며, 5승을 기록한 찰스 헤일리와의 동률을 넘어섰다. 브레이디는 또한 41세의 나이로 슈퍼볼을 우승한 최고령 선수가 되었고, 빌 벨리칙은 66세의 나이로 슈퍼볼을 우승한 최고령 감독이 되었다. 와이드 리시버 줄리안 에델만은 슈퍼볼 MVP로 선정되었다.

### 2020년대: 치프스 지배의 시작
슈퍼볼 LIV에서 치프스는 49ers를 31-20으로 역전승하며 50년 만에 첫 슈퍼볼 타이틀을 획득했다. 이 승리는 1991년 이후 NFC가 AFC보다 더 많은 슈퍼볼 승리를 거두지 못한 첫 번째 사례였다. 패트리어츠는 불참했는데, 지난 3년간 매년 슈퍼볼에 진출하여 그 중 두 번을 우승했지만, 플레이오프 와일드카드 라운드에서 테네시 타이탄스에게 20-13으로 패배했다. 이 경기는 톰 브레이디가 뉴잉글랜드 패트리어츠 선수로서 치른 마지막 경기였다.
탬파에서 열린 슈퍼볼 LV에서 탬파베이 버커니어스는 디펜딩 챔피언 치프스를 31–9로 꺾었다. 점수를 낸 버커니어스 선수 중 (롭 그론카우스키, 안토니오 브라운, 레너드 포넷, 라이언 서컵) 전 시즌에 버커니어스 로스터에 있던 선수는 아무도 없었다. 이것은 톰 브레이디에게 기록적인 7번째 슈퍼볼 우승을 안겨주었는데, 이는 어떤 NFL 프랜차이즈보다도 많은 것이며, 43세의 나이로 챔피언십에서 우승한 최고령 쿼터백이라는 자신의 기록도 경신했다. 탬파베이의 감독 브루스 아리안스 또한 68세의 나이로 챔피언십에서 우승한 최고령 감독이라는 빌 벨리칙의 기록을 경신했다. 슈퍼볼 LV는 현대 리그 역사상 처음으로 개최 도시의 프로 미식축구 프랜차이즈가 홈 경기장에서 개최된 슈퍼볼에서 경기를 치른 것이었다.
1년 후 잉글우드 (캘리포니아주)에서 슈퍼볼 LVI에서 로스앤젤레스 램스는 신시내티 벵골스를 23-20으로 꺾고 슈퍼볼 LVI에서 우승하며, 홈 경기장에서 슈퍼볼을 우승한 두 번째 팀이 되었다.
2023년 2월 12일, 글렌데일 (애리조나주)의 스테이트팜 스타디움에서 치프스는 전반전 10점 차 열세를 뒤집고 필라델피아 이글스를 38-35로 꺾으며 경기 막판 필드골로 슈퍼볼 LVII에서 우승했다.
2024년 2월 11일, 치프스는 얼리전트 스타디움에서 연장전 터치다운으로 슈퍼볼 LVIII에서 우승했다. 라스베이거스에서 열린 첫 슈퍼볼이었던 이 경기는 슈퍼볼 LIV의 49ers와 치프스의 재대결이었으며, 치프스의 5년 만에 4번째 슈퍼볼 출전이었다. 연장전으로 돌입한 두 번째 슈퍼볼이었던 이 경기에서 치프스는 또 다른 10점 차 열세를 뒤집고 5년 만에 세 번째 슈퍼볼 우승을 차지하며 2004 뉴잉글랜드 패트리어츠 이후 처음으로 2연속 챔피언십을 확보했다.

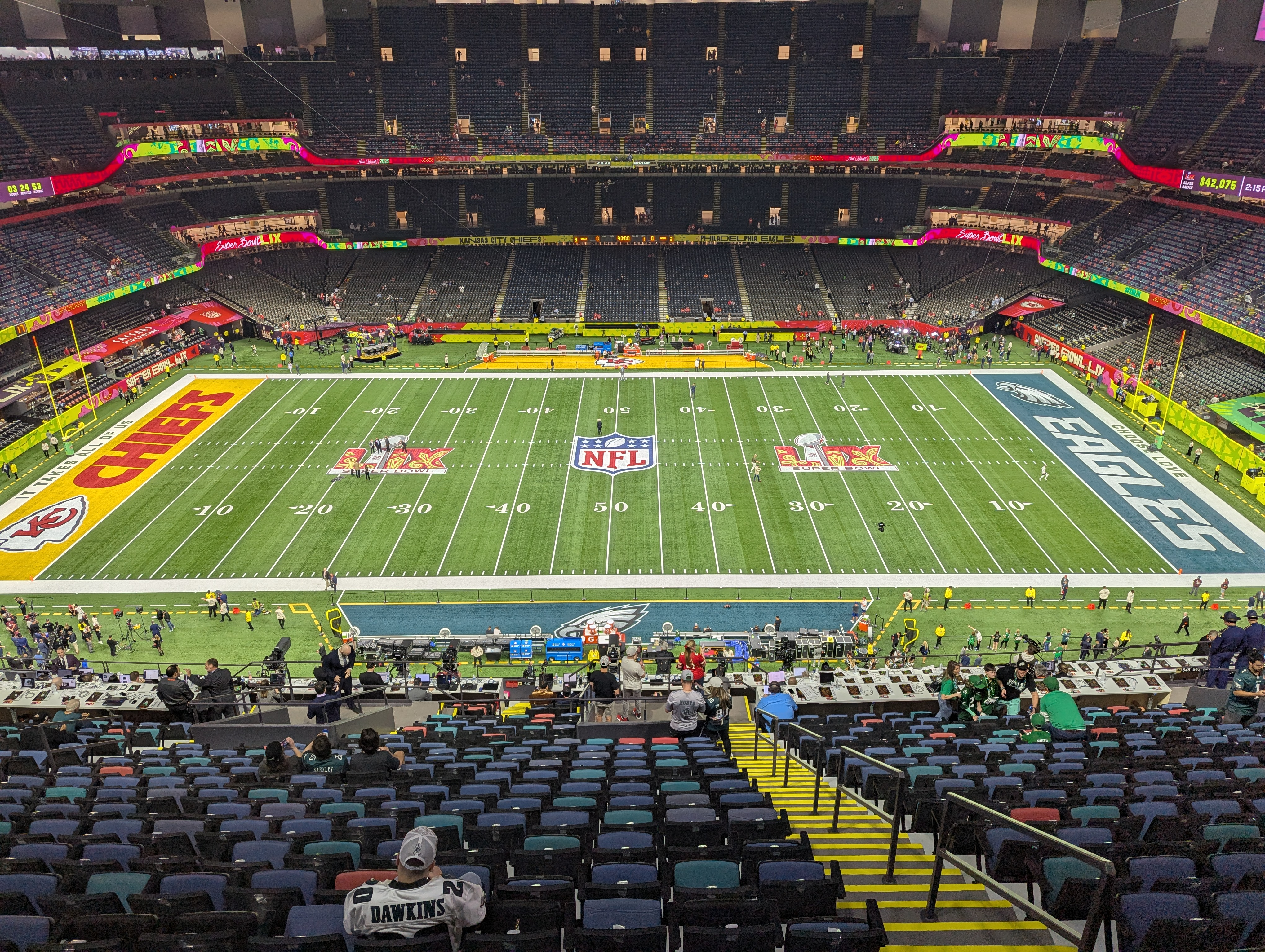
슈퍼볼 LIX의 경기장 및 필드 배치

2025년 2월 9일, 뉴올리언스의 시저스 슈퍼돔에서 패트릭 마홈스는 주전 쿼터백이 된 이후 다섯 번째 슈퍼볼에 출전했다. 이로써 치프스는 NFL 역사상 처음으로 2연속 슈퍼볼 우승을 차지한 후 다음 해에 다시 슈퍼볼에 출전한 팀이 되었으며, 6년 동안 5번의 슈퍼볼에 출전한 최초의 팀이 되었다. 치프스는 슈퍼볼 LIX에서 필라델피아 이글스와 맞붙었다. 치프스가 슈퍼볼에서 다른 팀과 재대결한 것은 이번이 두 번째였다. 이글스는 3쿼터 종료 시점 34-0으로 앞서며 40-22로 승리하여 슈퍼볼 LVII 패배를 성공적으로 설욕했으며, 치프스가 3연속 슈퍼볼 챔피언십을 차지하는 것을 막았다. 제일런 허츠가 슈퍼볼 MVP로 선정되었다.

## TV 중계 및 시청률

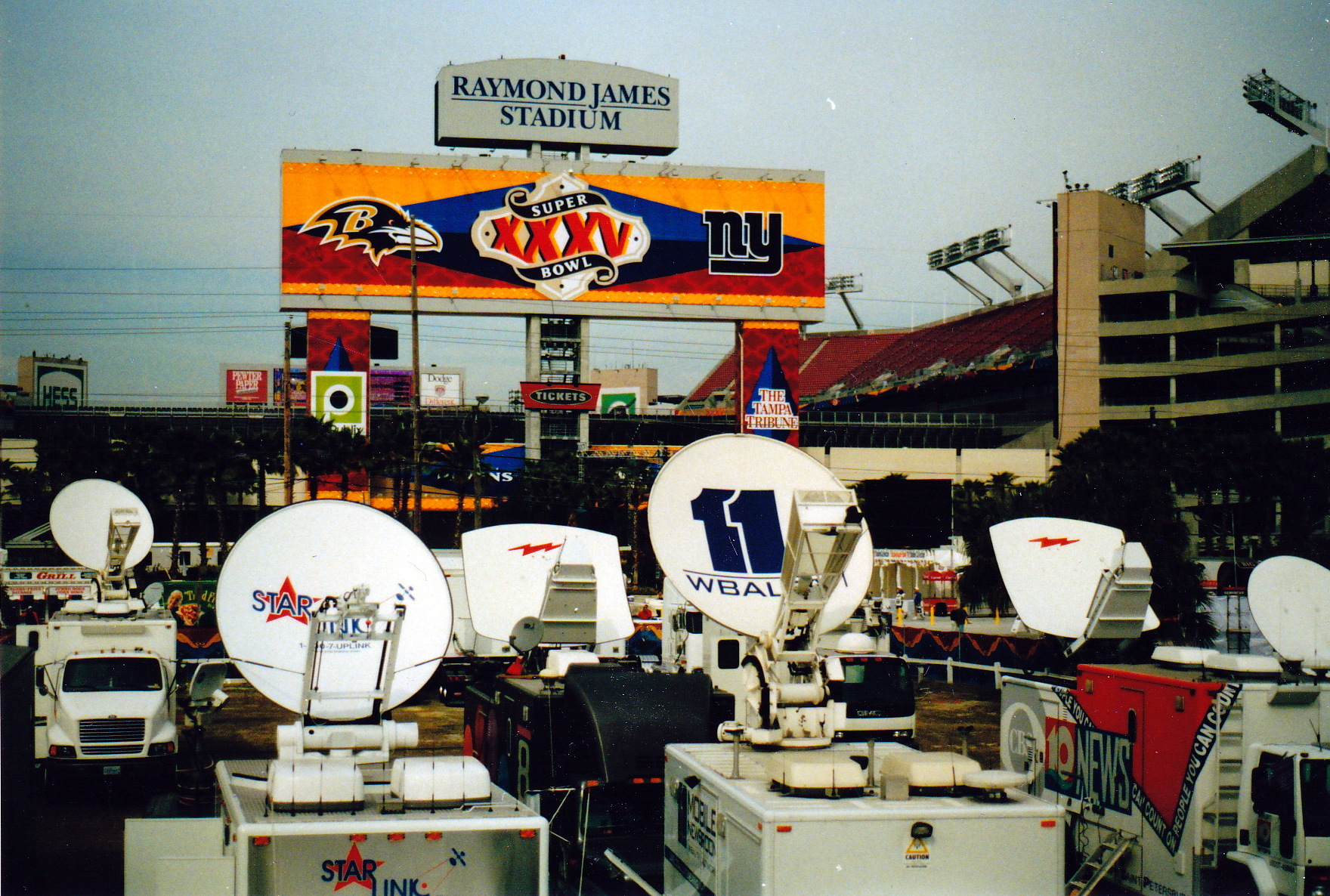
슈퍼볼 XXXV 중계 시설, 위성 중계차로 가득 차 있다

슈퍼볼은 전 세계에서 가장 많이 시청되는 연례 스포츠 행사 중 하나이며, 시청률은 압도적으로 국내에 집중되어 있다. 더 많은 시청자를 모으는 유일한 다른 연례 행사는 UEFA 챔피언스리그 결승전이다. 수년 동안 슈퍼볼은 미국 및 전 세계적으로 많은 시청자를 확보했으며, 종종 그 해 미국에서 가장 많이 시청되는 TV 프로그램이기도 하다. 이 경기는 일반적으로 높은 닐슨 TV 시청률을 기록하며, 보통 40점대의 시청률과 60점대의 점유율을 보인다. 이는 평균적으로 미국에서만 1억 명 이상의 사람들이 매 순간 슈퍼볼을 시청하고 있다는 것을 의미한다.
경기 전 보도자료에서 NFL은 슈퍼볼이 200여 개국에서 약 10억 명의 잠재적 전 세계 시청자를 보유하고 있다고 주장했다. 하지만 이 수치는 실제로 경기를 시청하는 사람의 수가 아니라 경기를 시청할 수 있는 사람의 수를 나타낸다. 그럼에도 불구하고, 이 발표는 미디어에서 후자의 수치를 의미하는 것으로 자주 오해되어, 경기의 실제 전 세계 시청자에 대한 오해를 불러일으켰다. 뉴욕에 본사를 둔 미디어 연구 회사 이니셔티브(Initiative)는 슈퍼볼 XXXIX의 전 세계 시청자를 9300만 명으로 측정했으며, 이 중 98%는 북미 시청자였다. 이는 북미 외 지역에서 슈퍼볼을 시청한 사람이 그 해 약 200만 명에 불과했다는 것을 의미한다.
슈퍼볼 LVIII는 평균 미국 시청자 수 1억 2370만 명으로 기록을 보유하고 있으며, 이로써 이 경기는 미국 역사상 가장 많이 시청된 모든 종류의 TV 방송이 되었다. 하프타임 쇼는 1억 2920만 명의 시청자를 기록하며 신기록을 세웠다.
닐슨에 따르면 가장 높은 시청률을 기록한 경기는 1982년의 슈퍼볼 XVI로, 당시 49.1%의 가구 (73점유율), 즉 40,020,000가구가 시청했다. 슈퍼볼 XVI는 여전히 닐슨의 역사상 최고 시청률 프로그램 목록에서 4위를 차지하고 있으며, 다른 세 개의 슈퍼볼 (XVII, XX, XLIX)이 상위 10위 안에 들었다.
유명한 슈퍼볼 광고로는 애플의 매킨토시 컴퓨터 1984년 광고, 버드와이저의 "버드볼" 캠페인, 그리고 슈퍼볼 XXXIV에 방영된 닷컴 광고 등이 있다. 슈퍼볼의 TV 시청률이 수년에 걸쳐 꾸준히 증가하면서 광고 가격도 상승하여, 2022년 슈퍼볼 LVI 동안 30초 광고에 광고주들이 700만 달러까지 지불했다. 일부 시청자들은 광고를 보기 위해서만 슈퍼볼을 시청한다. 2010년 닐슨은 슈퍼볼 시청자의 51%가 광고를 보기 위해 시청한다고 보고했다.
1991년부터 슈퍼볼은 동부 시간으로 오후 6시 19분에서 6시 40분 사이에 시작하여, 경기 대부분이 동해안의 프라임타임 시간대에 진행된다.

### 미국 TV 중계권
슈퍼볼은 대부분의 역사 동안 NFL의 정규 시즌 및 플레이오프 경기를 중계하는 동일한 미국 텔레비전 네트워크들 사이에서 매년 번갈아 방송되었다.
1967년에 치러진 슈퍼볼 I은 미국에서 두 개의 다른 방송사에서 동시에 중계된 유일한 슈퍼볼이다. 당시 NBC는 AFL 경기를 전국적으로 중계할 권리를 가지고 있었고, CBS는 NFL 경기를 중계할 권리를 가지고 있었다. 두 네트워크 모두 경기를 중계할 수 있었고, 각 네트워크는 자체 아나운서를 사용했지만, NBC는 자체 제작 대신 CBS 피드를 사용해야만 했다.
슈퍼볼 II부터 NBC는 짝수 해에, CBS는 홀수 해에 경기를 중계했다. 이 두 네트워크 간의 연례 교체는 1970년 AFL-NFL 통합까지 계속되었으며, NBC는 AFC 경기 중계권을, CBS는 NFC 경기 중계권을 획득했다. ABC는 1970년부터 먼데이 나이트 풋볼을 중계하기 시작했지만, 1985년 슈퍼볼 XIX까지 슈퍼볼 중계 로테이션에 추가되지 않았다. ABC, CBS, NBC는 1994년 폭스가 CBS를 대신하여 NFC 중계 방송사가 될 때까지 슈퍼볼을 번갈아 중계했다. CBS는 1998년 NBC를 대신하여 AFC 중계 방송사가 된 후 NBC의 자리를 차지했다. 2006년 새로운 계약에 따라 NBC가 선데이 나이트  풋볼을 ESPN으로부터 인수하고 먼데이 나이트 풋볼이 ABC에서 ESPN으로 이동하면서 NBC는 슈퍼볼 로테이션에서 ABC의 자리를 차지했다. CBS, 폭스, NBC 간의 로테이션은 슈퍼볼 LVIII부터 적용된 새로운 계약에 따라 ABC가 복귀하고 4개 네트워크 로테이션이 시작될 때까지 계속될 것이다.
슈퍼볼 LVIII부터 시작되는 4년 로테이션은 각 방송사가 자매 네트워크 및 플랫폼에서 동시 중계 또는 대체 중계를 제공할 수 있도록 한다. CBS의 자매 네트워크인 니켈로디언은 슈퍼볼 LVIII의 어린이 대상 대체 중계를 방영했다. 그리고 ABC의 권리에는 ESPN 동시 중계와 다른 ESPN 네트워크에서의 대체 중계가 포함된다.
NFL은 네트워크가 이후에 방송하는 다른 주요 스포츠 행사를 강화하는 데 사용될 수 있다면 전통적인 방송 로테이션을 깨뜨렸다. 예를 들어, CBS는 1992년 동계 올림픽 중계권을 획득한 후 슈퍼볼 XXVI (1992년) 중계권을 얻었고, NBC는 이후 슈퍼볼 XXVII (1993년)과 슈퍼볼 XXVIII (1994년)을 연속으로 중계했다. 마찬가지로 NBC는 2022년 동계 올림픽 중계권도 보유하고 있었기 때문에 CBS 대신 슈퍼볼 LVI (2022년)을 중계했다. CBS는 그 대가로 슈퍼볼 LV (2021년) 중계권을 받았다. 2024년부터 적용될 4개 네트워크 로테이션에 따라, 리그는 동계 올림픽이 열리는 해에는 NBC에 슈퍼볼 중계권을 부여할 것이다.
첫 여섯 번의 슈퍼볼은 당시 리그의 제한으로 인해 개최 도시의 TV 시장에서 블랙아웃되었다. 슈퍼볼 VII (1973년)은 모든 티켓이 경기 10일 전에 매진된 후 로스앤젤레스에서 시험적으로 TV로 중계되었다.
경기 분석가 존 매든은 슈퍼볼을 중계한 네 개의 네트워크(CBS에서 5번, 폭스에서 3번, ABC에서 2번, NBC에서 1번) 각각에서 슈퍼볼을 중계한 유일한 인물이다.
| 네트워크 | 중계 횟수  | 중계 연도 | 향후 예정된 중계[*] |
| -------- | ---------- | --- | ------------------- |
| ABC      | 7 (9[ˇ])   | 1985, 1988, 1991, 1995, 2000, 2003, 2006                                                                                               | 2027, 2031[ˇ]       |
| 폭스     | 11 (13[ˇ]) | 1997, 1999, 2002, 2005, 2008, 2011, 2014, 2017, 2020, 2023, 2025                                                                       | 2029, 2033[ˇ]       |
| NBC      | 20 (23[ˇ]) | 1967,[**] 1969, 1971, 1973, 1975, 1977, 1979, 1981, 1983, 1986, 1989, 1993, 1994, 1996, 1998, 2009, 2012, 2015, 2018, 2022             | 2026, 2030, 2034[ˇ] |
| CBS      | 22 (24[ˇ]) | 1967,[**] 1968, 1970, 1972, 1974, 1976, 1978, 1980, 1982, 1984, 1987, 1990, 1992, 2001, 2004, 2007, 2010, 2013, 2016, 2019, 2021, 2024 | 2028, 2032[ˇ]       |

참고: 나열된 연도는 NFL 시즌이 아닌 경기가 실제로 치러진 (또는 치러질 예정인[ˇ]) 연도이다.

^ *: 네트워크와의 현재 TV 계약은 2033년 시즌(또는 2034년 초) 이후 만료된다. 이 계약에 따라 슈퍼볼은 현재 CBS, 폭스, NBC, ABC 순서로 매년 번갈아 중계된다. ABC는 2023년 시즌 시작과 함께 발효된 해당 계약으로 로테이션에 복귀했다. 계약에는 2029년 시즌(또는 2030년 초) 이후 옵트아웃 조항이 있지만, ABC의 계약은 2030년 시즌(또는 2031년 초) 이후 옵트아웃 조항이 있다.

^ **: 첫 슈퍼볼은 CBS와 NBC가 동시 중계했으며, 각 네트워크는 동일한 비디오 피드(CBS 제공)를 사용했지만 자체 해설을 제공했다.

### 다음 방송 프로그램
슈퍼볼은 동일 채널에서 후속 프로그램으로 이어지는 매우 강력한 옷자락 효과를 제공하며, 그 효과는 몇 시간 동안 지속될 수 있다. 예를 들어, 버펄로 (뉴욕주)의 텔레비전 비평가 앨런 퍼거먼트(Alan Pergament)는 CBS에서 방영된 슈퍼볼 XLVII의 시청률을 논하면서 다음과 같이 언급했다: "새벽 2시 30분에 CBS 4(WIVB-TV)에서 방영된 유료 프로그램의 시청률은 1.3을 기록했다. 이는 CW 프라임타임 쇼가 채널 4의 자매 방송국인 WNLO-TV에서 얻는 시청률보다 높다."
이러한 강력한 옷자락 효과 때문에 슈퍼볼을 방영하는 네트워크는 일반적으로 많은 시청자를 활용하여 인기 시리즈의 에피소드를 방영하거나 유망한 새 시리즈의 파일럿을 슈퍼볼 및 경기 후 중계 직후에 방영한다.

## 행사 및 엔터테인먼트

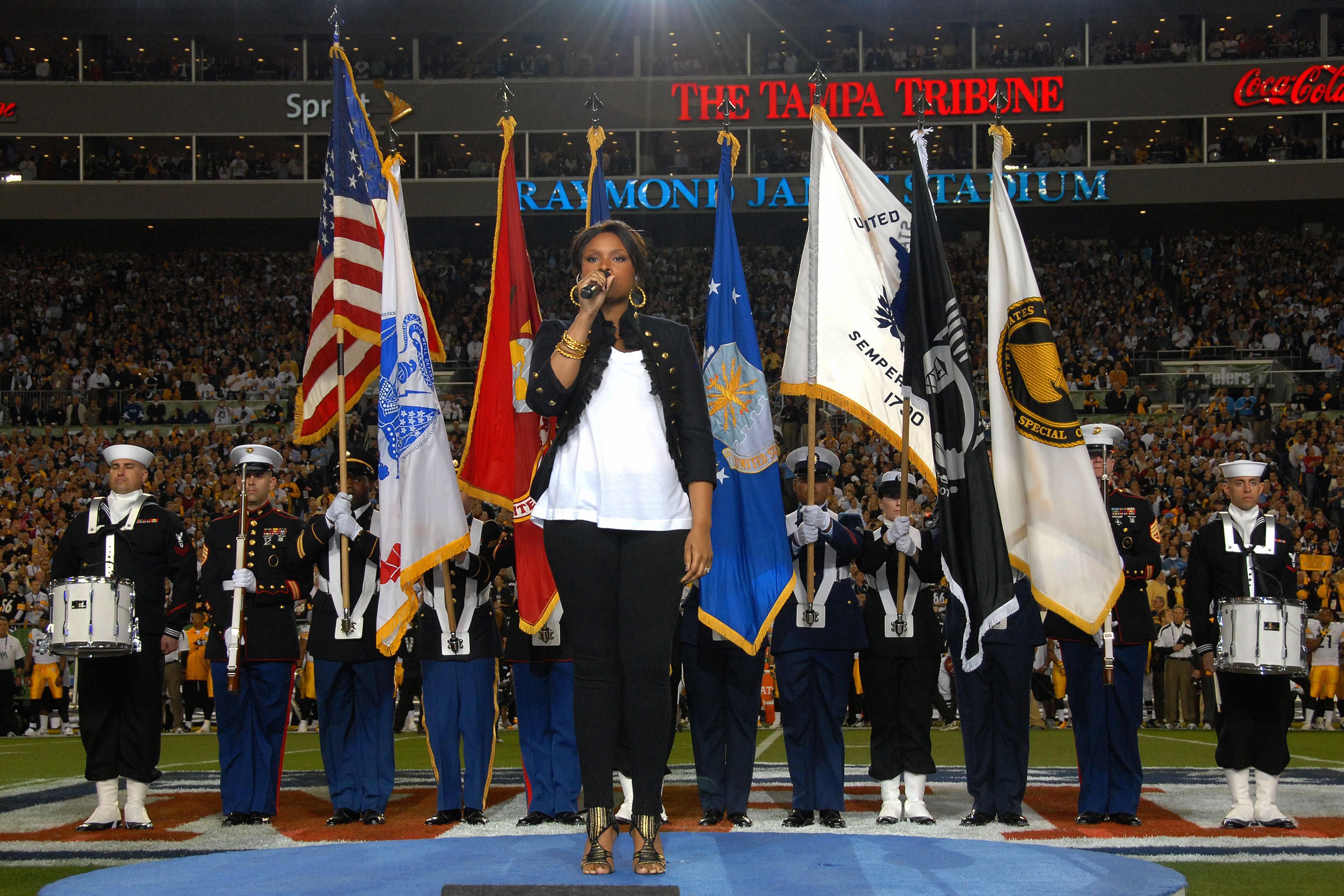
제니퍼 허드슨이 슈퍼볼 XLIII에서 국가를 부르고 있다.

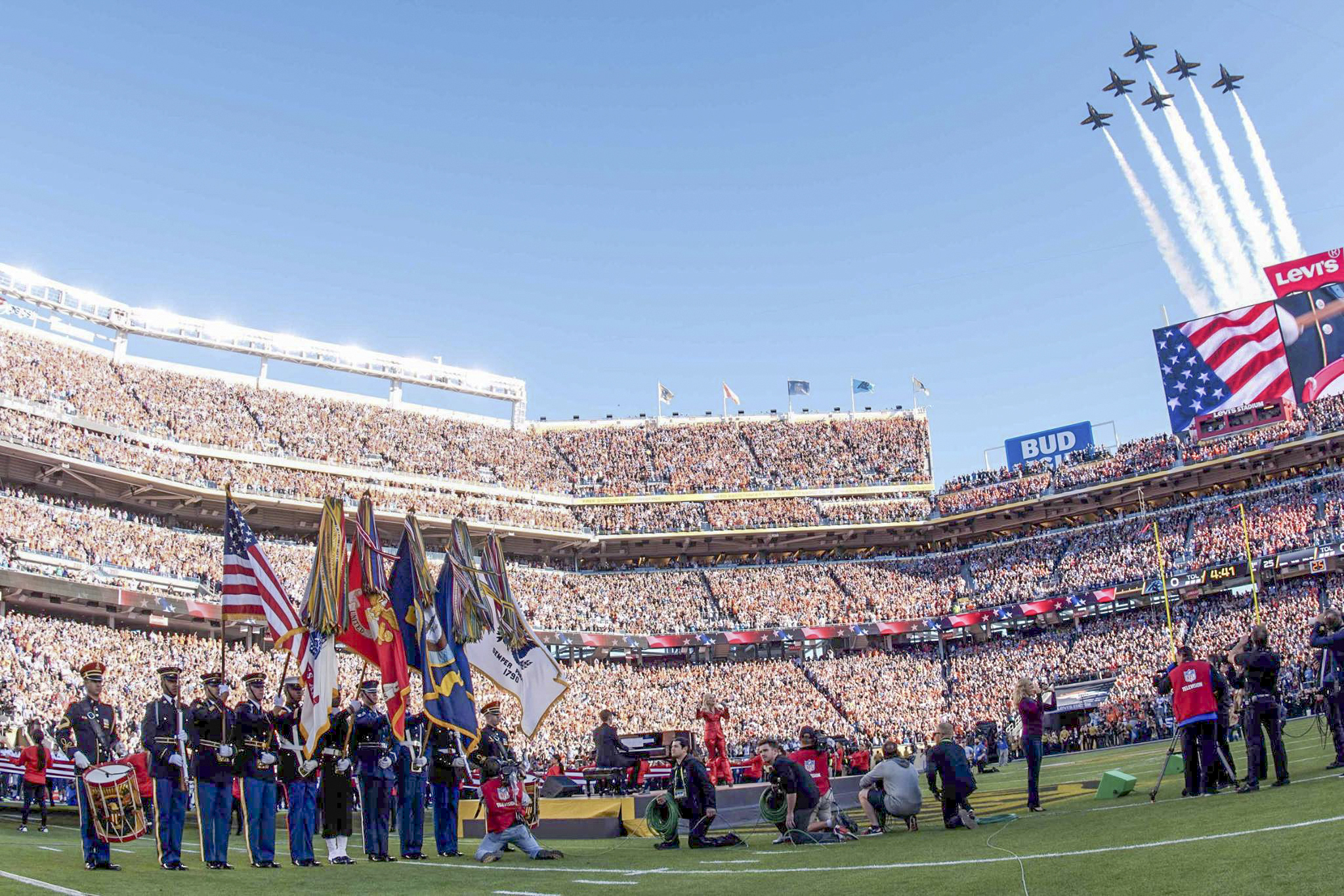
슈퍼볼 50의 개막식 폐막

초기 슈퍼볼은 지역 대학이나 고등학교의 행진 악대로 구성된 하프타임 쇼를 선보였다. 그러나 경기의 인기가 높아지면서 인기 가수와 음악가들이 경기 전 행사와 하프타임 쇼에서 공연하거나 단순히 국가, "아름다운 아메리카" 또는 "모든 목소리를 높여 노래하라"를 부르는 추세가 나타났다.
미국 국가는 슈퍼볼 XI인 1977년 비키 카가 국가 대신 "아름다운 아메리카"를 불렀던 경우를 제외하고 모든 슈퍼볼에서 연주되었다. 2009년 슈퍼볼 XLIII부터 매년 국가가 연주되기 전에 "아름다운 아메리카"가 불리며, 이어서 컬러 프레젠테이션과 국가 연주에 앞서 군용기 비행이 진행된다. 2021년 슈퍼볼 LV부터는 흑인 역사의 달을 기념하여 "아름다운 아메리카"에 앞서 "모든 목소리를 높여 노래하라"가 불린다.
오랫동안 휘트니 휴스턴의 1991년 슈퍼볼 XXV에서의 국가 공연은 걸프 전쟁 중에 이루어졌으며, 역사상 최고의 국가 연주 중 하나로 여겨져 왔다. 슈퍼볼 XLVIII 이전에는 소프라노 르네 플레밍이 최초로 국가를 부른 오페라 가수가 되었다.
최근에는 "아름다운 아메리카"와 "더 스타-스팽글드 배너"에 앞서 월터 페이튼 NFL 올해의 남자상 수상자가 인정되었다.
1978년 슈퍼볼 XII부터는 은퇴한 미식축구 선수, 유명 인사 또는 다른 특별 게스트가 동전 던지기 행사에 참여하여 그들의 지역 사회 참여 또는 중요성을 인정한다.
경기 전 행사는 보통 다음 순서로 진행된다:
- 최우수 선수 시상 (1986년 슈퍼볼 XX 이후 10년마다 진행)
- "모든 목소리를 높여 노래하라"
- 월터 페이튼 NFL 올해의 남자상 시상
- "아름다운 아메리카"
- 색채 표창 (Presentation of the Colors)
- "더 스타-스팽글드 배너" 및 비행
- 동전 던지기

정규 시즌이나 플레이오프 경기와 달리, 슈퍼볼 하프타임에는 30분이 할당된다. 폭스의 스케치 코미디 시리즈 인 리빙 컬러의 특별 라이브 에피소드가 슈퍼볼 XXVI 하프타임 쇼의 시청률 하락을 야기한 후, NFL은 A급 스타들을 섭외하여 슈퍼볼 시청자를 늘리려 했다. 그들은 마이클 잭슨에게 접근했고, 다음 해 그의 공연은 경기 자체보다 더 높은 시청률을 기록했다. U2는 2002년 슈퍼볼 XXXVI에서 공연했다. 세 번째 곡인 "Where the Streets Have No Name"을 부를 때, 밴드는 9·11 테러 희생자들의 이름이 스크롤되는 대형 프로젝션 스크린 아래에서 연주했다.
슈퍼볼 XXXVIII의 하프타임 쇼는 논란을 불러일으켰는데, 저스틴 팀버레이크가 자넷 잭슨의 상의 일부를 벗겨 그녀의 가슴이 잠시 노출된 사건이 발생한 후 방송이 급히 화면을 전환했다. 이 사건으로 인해 FCC로부터 벌금이 부과되었고(TV 방송의 "음란한" 콘텐츠에 대한 더 큰 단속으로 이어짐), MTV(당시 경기를 중계했던 CBS의 자매 회사였던 비아콤 산하)는 NFL로부터 향후 슈퍼볼 하프타임 쇼를 제작하는 것이 금지되었다. 이 사건의 재발을 막기 위해 NFL은 팝 공연자들의 슈퍼볼 하프타임 쇼에 대한 일시적인 중단을 선언하고, 대신 폴 매카트니, 롤링 스톤스, 더 후, 프린스, 브루스 스프링스틴과 같은 단일 헤드라이닝 베테랑 가수를 초청했다. 이러한 관행은 블랙 아이드 피스, 케이티 페리, 레이디 가가와 같은 현재 인기 있는 팝 가수들을 다시 사용하기 시작한 슈퍼볼 XLV에서 종료되었다.
미네소타 바이킹스 아나운서 앨런 로치는 2006년 슈퍼볼 XL부터 슈퍼볼의 공식 장내 아나운서였으나, 덴버 브롱코스가 해당 경기에 출전한 XLVIII, XLIX, 50은 예외였다. 로치는 해당 연도에 덴버의 정규 장내 아나운서였으며, 리그는 이를 잠재적인 경쟁 우위로 간주했다. 해당 연도에는 NFL 온 웨스트우드 원의 진행자이자 NFL 필름스의 목소리인 스콧 그레이엄이 그 역할을 맡았다.
슈퍼볼 XXXIX를 제외하고, "나는 디즈니 월드에 간다!" 광고 캠페인은 1987년 슈퍼볼 XXI 이후 모든 슈퍼볼에서 진행되었으며, 이 때 자이언츠의 쿼터백 필 심스가 처음으로 이 문구를 사용했다.

## 경기장
슈퍼볼 LIX 현재 59번의 슈퍼볼 중 30번은 세 개의 대도시권에서 열렸다: 마이애미 광역 지역(11번), 뉴올리언스(11번), 그리고 로스앤젤레스 광역 지역(8번). 활성 NFL 프랜차이즈가 없는 시장이나 지역에서 슈퍼볼이 개최된 적은 없으며, NFL 팀의 시장이나 지역 내 존재는 이제 경기 입찰의 법적 요건이 되었다. 예를 들어, 로스앤젤레스는 8번의 개최 도시였으며 가장 최근은 2022년 슈퍼볼 LVI였지만, 1995년 두 NFL 팀이 모두 떠난 이후 램스와 차저스가 각각 2016년과 2017년에 로스앤젤레스로 돌아올 때까지는 개최하지 않았다. 뉴올리언스의 시저스 슈퍼돔은 가장 많은 8번의 슈퍼볼을 개최했다. 오렌지 볼은 슈퍼볼을 개최한 유일한 AFL 경기장이었으며, 슈퍼볼 II와 III를 개최하여 연속 슈퍼볼을 개최한 유일한 경기장이었다.
7개의 슈퍼볼은 당시 도시의 NFL 팀이 사용하던 경기장이 아닌 다른 경기장에서 열렸는데, 이는 슈퍼볼 XXVII의 개최 경기장이 1991년 3월 19일에 선정된 이후에는 발생하지 않은 상황이다. 이는 우승 시장이 기존의 NFL 홈 경기장보다 대규모 고위급 행사에 더 적합하다고 여겨지는 경기장에서 슈퍼볼을 개최할 필요가 없었기 때문이다. 예를 들어, 로스앤젤레스의 볼 경기 중 5개는 로즈볼에서 치러졌는데, 이 경기장은 슈퍼볼 외에는 NFL 프랜차이즈가 사용한 적이 없다. 로즈볼 외에 당시 NFL 팀의 홈 경기장이 아니었던 슈퍼볼 개최지는 라이스 스타디움(휴스턴 오일러스는 이전에 라이스 스타디움에서 경기했었지만 애스트로돔으로 몇 년 전에 이전했다)과 스탠퍼드 스타디움뿐이었다. 1990년 5월 23일 슈퍼볼 XXVIII 개최지 선정부터 리그는 슈퍼볼 개최에 있어 새로 건설되거나 최근에 개조된 NFL 경기장에 우선권을 부여했으며, 팀들이 새로운 경기장에서 경기하기 위해 공적 자금을 요구하거나 이전하는 경향과 함께 진행되었다.
현재까지 단 두 팀만이 자신의 홈 경기장에서 슈퍼볼에 진출했다: 2020년 탬파베이 버커니어스는 레이먼드 제임스 스타디움에서 개최된 슈퍼볼 LV에서 우승했고 (2017년 5월 23일 선정), 다음 시즌 2021년 로스앤젤레스 램스는 소파이 스타디움에서 슈퍼볼 LVI에서 우승했다. 그 전까지 이 기록에 가장 근접했던 팀은 2017년 미네소타 바이킹스로, NFC 챔피언십 게임에 진출했지만 이글스에게 패했다. 그 사례에서 U.S. 뱅크 스타디움은 같은 시즌에 디비전 플레이오프 게임(바이킹스가 승리)을 개최한 첫 슈퍼볼 개최 경기장이 되었다(2014년 5월 20일 선정). 이전에는 슈퍼볼 개최 경기장이 같은 포스트시즌에 다른 플레이오프 게임을 개최한 모든 경우 와일드카드 게임이었다. 두 팀은 홈 시장에서 슈퍼볼을 치렀지만 홈 경기장이 아닌 다른 경기장에서 치렀다: 로스앤젤레스 램스는 로스앤젤레스 메모리얼 콜리세움 대신 로즈볼에서 슈퍼볼 XIV에서 패했고, 49ers는 리그가 NFL 팀의 홈이 아닌 경기장을 슈퍼볼 개최지로 선택하던 시기(위 참조)에 캔들스틱 파크 대신 스탠퍼드 스타디움에서 슈퍼볼 XIX에서 우승했다.
전통적으로 NFL은 경기 당일 예상 평균 기온이 50 °F (10 °C) 미만인 기후에 위치한 경기장에는 고정식 또는 개폐식 지붕으로 경기장을 완전히 덮을 수 없는 한 슈퍼볼 개최권을 부여하지 않는다. 북부 도시에서 6번의 슈퍼볼이 개최되었다: 디트로이트 지역에서 두 번—폰티액의 폰티액 실버돔에서 슈퍼볼 XVI, 디트로이트의 포드 필드에서 슈퍼볼 XL; 미니애폴리스에서 두 번—휴버트 H. 험프리 메트로돔에서 슈퍼볼 XXVI, U.S. 뱅크 스타디움에서 슈퍼볼 LII; 인디애나폴리스의 루카스오일 스타디움에서 슈퍼볼 XLVI; 그리고 뉴저지주의 메트라이프 스타디움에서 슈퍼볼 XLVIII. 메트라이프 스타디움만이 지붕(고정식 또는 개폐식)이 없었지만, 따뜻한 기후 규칙의 명백한 면제를 받아 슈퍼볼 XLVIII의 개최 경기장으로 선정되었고, 폭설 시 경기를 재조정할 비상 계획을 마련했다. 메트라이프 스타디움이 선 라이프 스타디움(슈퍼볼 XLI 동안 폭우가 내렸던 경기장)보다 선정된 것은 논란을 불러일으켰는데, 리그는 선 라이프 스타디움에 미래 슈퍼볼 개최를 고려하기 위해 지붕을 추가할 것을 요청했고, 이는 2015년부터 2016년까지 리모델링 기간 동안 이루어졌다. 이후 선 라이프 스타디움은 슈퍼볼 LIV를 개최했다.
리그가 도시에서 슈퍼볼을 철회한 몇 가지 사례가 있었다. 1993년 슈퍼볼 XXVII은 원래 템피 (애리조나주)의 선 데빌 스타디움에 주어질 예정이었으나, 애리조나 유권자들이 1990년 마틴 루터 킹 주니어 탄생일을 유급 주 공무원 휴일로 인정하지 않기로 결정한 후, NFL은 경기를 패서디나 (캘리포니아주)의 로즈볼로 옮겼다. 1992년 애리조나 유권자들이 그러한 법정 공휴일을 제정하기로 결정하자, 1996년 슈퍼볼 XXX는 템피에 주어졌다. 1999년 슈퍼볼 XXXIII은 샌프란시스코의 캔들스틱 파크에 먼저 주어졌으나, 경기장 개조 계획이 무산되자 경기는 마이애미 광역 지역의 프로 플레이어 스타디움으로 옮겨졌다. 2003년 슈퍼볼 XXXVII은 아직 건설되지 않은 샌프란시스코의 새 경기장에 주어졌으나, 해당 경기장이 건설되지 못하자 경기는 샌디에고의 퀄컴 스타디움으로 옮겨졌다. 2010년 2월로 예정된 슈퍼볼 XLIV는 뉴욕의 제안된 웨스트 사이드 스타디움에서 철회되었는데, 이는 도시, 뉴욕주, 그리고 제안된 입주자(뉴욕 제츠)가 자금 조달에 합의하지 못했기 때문이다. 슈퍼볼 XLIV는 결국 마이애미가든스의 선 라이프 스타디움에 주어졌다. 2015년 슈퍼볼 XLIX는 원래 캔자스시티 (미주리주)의 GEHA 필드 앳 애로헤드 스타디움에 주어졌으나, 두 번의 판매세가 투표에서 통과되지 못하고(개조 제안은 성공적으로 통과되었지만, 경기 개최에 필수적인 카우프만 스타디움과 공유할 개폐식 지붕 구조를 추가하는 두 번째 투표가 거부됨), 지역 사업가와 정치인들의 반대가 커지자 캔자스시티는 결국 경기 개최 요청을 철회했다. 슈퍼볼 XLIX는 결국 글렌데일 (애리조나주)의 피닉스 대학교 스타디움에 주어졌다. 2021년 슈퍼볼 LV는 처음에는 아직 완공되지 않은 소파이 스타디움에 주어졌으나, 건설 지연으로 인해 경기는 레이먼드 제임스 스타디움으로 옮겨졌고, 소파이 스타디움에는 2022년 슈퍼볼 LVI가 주어졌다. 2024년 슈퍼볼 LVIII는 처음에는 슈퍼돔에 주어졌으나, NFL의 2021년 정규 시즌 확장이 경기를 2월 4일에서 2월 11일로 미루면서 뉴올리언스의 마디 그라 축제와 직접적인 충돌이 발생했다. 이에 따라 슈퍼볼 LVIII는 네바다의 얼리전트 스타디움으로 옮겨졌고, 뉴올리언스에는 2025년 슈퍼볼 LIX가 주어졌다.

### 선정 과정
슈퍼볼 개최지는 보통 행사 3년에서 5년 전에 모든 NFL 팀 소유주 회의에서 선정된다. 경기가 개최된 당시 NFL 프랜차이즈가 없는 대도시권에서 경기가 치러진 적은 없지만, 2007년 NFL 커미셔너 로저 구델은 웸블리 스타디움에서 런던에서 슈퍼볼이 열릴 수도 있다고 제안했다.
슈퍼볼 LVI까지는 팀들이 슈퍼볼 개최권을 입찰할 수 있었는데, 도시들은 슈퍼볼 개최 제안을 제출하고 경기장 개조 및 개최 능력 측면에서 평가를 받았지만, 2018년에는 이러한 경쟁이 취소되었다. 리그는 슈퍼볼 LVII부터는 개최지에 관한 모든 결정을 내렸다. 리그는 잠재적인 개최지를 일방적으로 선택했고, 선택된 팀은 개최 제안을 작성했으며, 리그는 이를 투표하여 수용 여부를 결정했다.
2014년, 슈퍼볼 개최 도시의 구체적인 요구 사항을 나열한 문서가 유출되어 슈퍼볼 개최에 필요한 명확한 목록을 제공했다. 개최 요구 사항 중 일부는 다음과 같다.
- 개최 경기장은 NFL 팀을 보유한 시장에 있어야 하며, 최소 7만 석의 좌석을 갖추고 슈퍼볼을 제작하는 데 필요한 미디어 및 전기 시설을 갖추어야 한다. 경기장은 슈퍼볼을 위한 임시 좌석을 포함할 수 있지만, 좌석은 리그의 승인을 받아야 한다. 평균 경기 당일 기온이 50 °F (10 °C) 미만인 경기장은 지붕이 있거나 리그의 면제를 받아야 한다. 경기장 one 마일 (1.6 km) 이내에 최소 35,000개의 주차 공간이 있어야 한다.
- 개최 경기장은 경기장 도보 거리에 있는 대규모 경기 전 엔터테인먼트 공간인 Gameday Experience를 위한 공간이 있어야 한다.
- 개최 도시는 슈퍼볼 일주일 전에 운영되는 인터랙티브 미식축구 테마파크인 NFL Experience를 위한 공간이 있어야 한다. 이 행사를 위한 실내 장소는 최소 850,000 제곱피트 (79,000 m2), 야외 장소는 최소 1,000,000 제곱피트 (93,000 m2)를 갖춰야 한다. 또한, 미디어 센터를 위한 인근 공간과 골프 코스 및 볼링장 등 슈퍼볼 주간과 관련된 모든 행사를 위한 공간이 있어야 한다.
- 경기장 및 기타 슈퍼볼 시설 주변에 주차, 보안, 전기, 미디어, 통신, 교통 등 필요한 인프라가 갖춰져야 한다.
- 경기장으로부터 1시간 이내 거리에 경기장 수용 인원의 35%에 해당하는 최소한의 호텔 객실이 있어야 하며, 팀, 관계자, 미디어 및 기타 고위 인사들을 위한 호텔도 있어야 한다. (슈퍼볼 XXXIX의 경우, 잭슨빌 시는 항구에 여러 고급 유람선을 정박시켜 임시 호텔 공간으로 활용했다.[187])
- 팀 호텔에서 20분 이내 거리에 양 팀을 위한 동일하고 비교 가능한 품질의 연습 공간과 경기장에서 합리적인 거리에 있는 모든 행사를 위한 리허설 공간이 있어야 한다. 연습 시설은 하나의 잔디 필드와 개최 경기장과 동일한 표면의 필드를 최소 하나 이상 갖춰야 한다.
- 경기장은 정규 시즌 운영 동안 클럽 및 고정 스위트 좌석을 포함하여 최소 70,000개의 고정 좌석을 갖춰야 한다.

슈퍼볼 비용의 대부분은 개최 지역 사회가 부담해야 하지만, 일부 비용은 NFL이 부담해야 하는 요구 사항에 명시되어 있다. 2013년 슈퍼볼 XLVII의 개최지였던 뉴올리언스는 경기가 열리기 전 몇 년 동안 인프라 개선에 10억 달러 이상을 투자했다.
NFL은 매년 슈퍼볼의 백업 경기장을 할당하여, 막판에 경기가 재배치될 경우를 대비한다.

### 홈 팀 지정
지정된 "홈 팀"은 홀수 해에는 NFC 팀, 짝수 해에는 AFC 팀으로 번갈아 지정된다. 이 교대 방식은 첫 슈퍼볼부터 시작되었으며, 당시 패커스가 지정 홈 팀이었다. 기록상 홈 팀이든 원정 팀이든 상관없이 각 팀은 한쪽 엔드 존에 팀 로고와 워드마크를 그린다. 현재까지 지정된 원정 팀이 59번의 슈퍼볼 중 32번을 우승했다(약 54%).

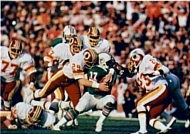
워싱턴은 슈퍼볼 XVII에서 흰색 유니폼을 입기로 선택한 6개 지정 홈 팀 중 하나이다.

1979년 슈퍼볼 XIII부터 홈 팀은 자신들의 유색 저지 또는 흰색 저지를 선택할 수 있다. 원래는 지정 홈 팀이 유색 저지를 입어야 했으며, 그 결과 카우보이스는 슈퍼볼 V에서 노출이 적은틀:Discuss 짙은 파란색 저지를 입었다. 슈퍼볼에서 대부분의 홈 팀이 유색 저지를 선택했지만, 7번의 예외가 있었다. 슈퍼볼 XIII과 XXVII의 카우보이스, 슈퍼볼 XVII의 워싱턴 레드스킨스, 슈퍼볼 XL의 피츠버그 스틸러스, 슈퍼볼 50의 덴버 브롱코스, 슈퍼볼 LII의 패트리어츠, 그리고 슈퍼볼 LV의 버커니어스였다. 카우보이스는 1964년 이래로 홈 경기에서 흰색 저지를 입었다. 조 깁스 감독 시절 워싱턴 레드스킨스는 1981년부터 1992년까지 홈 경기에서 흰색을 입었으며, 이는 리치 페티본과 노브 터너에 의해 2000년까지 이어졌고, 깁스가 2004년부터 2007년까지 다시 돌아왔을 때도 마찬가지였다. 반면, 1970년 AFL-NFL 합병 이후 항상 홈 경기에서 검은색 저지를 입었던 스틸러스는 원정 플레이오프 경기에서 흰색 저지를 입고 3연승을 거둔 후 흰색 저지를 선택했다. 스틸러스의 결정은 슈퍼볼 XX의 패트리어츠와 비교되었는데, 패트리어츠는 1985년 시즌 동안 홈 경기에서 흰색 저지를 입었지만, 제츠와 돌핀스를 상대로 원정 플레이오프 경기에서 빨간색 저지를 입고 승리한 후, 지정 홈 팀으로서 슈퍼볼에서는 진홍색으로 바꾸기로 결정했다. 슈퍼볼 50의 브롱코스의 경우, 덴버의 단장 존 엘웨이는 단순히 "우리는 흰색 유니폼을 입었을 때 슈퍼볼에서 성공했다"고 말했다. 그들은 이전에 주황색 저지를 입었을 때 슈퍼볼에서 틀:승패 기록의 기록을 가지고 있었다. 브롱코스의 결정은 미신적인 이유로도 해석되는데, 주황색 저지를 입고 출전한 모든 슈퍼볼에서 끔찍한 방식으로 패했기 때문이다. 패트리어츠가 슈퍼볼 LII에서 흰색 저지를 선택한 이유는 불분명하다. 빌 벨리칙과 톰 브레이디의 조합 동안 뉴잉글랜드는 대부분 홈 경기에서 파란색 저지를 입었지만, 2008, 2010, 2011 시즌에는 홈 경기에서 흰색 저지를 입었다. 패트리어츠는 슈퍼볼 LII 이전에 벨리칙과 브레이디와 함께 슈퍼볼에서 흰색 유니폼으로 3승 0패를 기록했으며, 그들은 슈퍼볼 경기에서 흰색을 입는 팀의 최근 경향을 따랐을 수도 있다. 슈퍼볼 LV의 경우, 버커니어스가 자신의 홈 경기장에서 슈퍼볼에 진출한 첫 팀이 되었을 때, 버커니어스는 AFC-NFC 로테이션에 따라 홈 팀으로 지정되었고, 디비전 및 챔피언십 포스트시즌 경기 모두를 흰색 저지로 원정에서 승리했기 때문에 흰색 저지를 입기로 결정했다. 흰색 저지를 입은 팀은 현재까지 59번의 슈퍼볼 중 37번(약 63%)을 우승했다. 최근 몇 년 동안 어두운 유니폼을 입고 우승한 팀은 슈퍼볼 XLV에서 스틸러스를 꺾은 패커스, 슈퍼볼 LII에서 패트리어츠를 꺾은 이글스, 슈퍼볼 LIV와 LVIII에서 49ers를 꺾은 치프스, 그리고 LIX에서 치프스를 꺾은 이글스뿐이다. 슈퍼볼 XXXIX 이후로 흰색 저지를 입은 팀은 지난 21번의 슈퍼볼 중 16번을 우승했다.
49ers는 리그 75주년 기념 행사의 일환으로 슈퍼볼 XXIX에서 1955년 레트로 유니폼을 사용했는데, 그 해에는 그들의 정규 홈 저지였다. 로스앤젤레스 램스는 슈퍼볼 LIII에서 로얄 블루와 옐로우 유니폼을 입었는데, 이는 레트로 유니폼이었지만 이전에 홈 플레이오프 경기를 포함한 6번의 홈 경기에서 입었던 네이비 블루와 메탈릭 골드 유니폼 대신 기본 색상으로 바뀌었다. 아직까지 어떤 팀도 슈퍼볼에서 서드 유니폼이나 컬러 러시 유니폼을 입은 적이 없다. 49ers는 슈퍼볼 LIV에서 올 화이트 서드 유니폼을 입고 싶다고 요청했다고 샌프란시스코 크로니클이 보도했는데, 리그의 특별 허가가 있으면 가능하다고 언급했다. 리그는 그러한 허가를 내주지 않았고, 49ers는 대신 흰색 저지에 금색 팬츠라는 표준 유니폼을 선택했다.

### 개최 도시/지역
16개 지역에서 슈퍼볼이 개최되었다.
| 도시/지역                    | No. 개최 | 개최 연도                                                        |
| ---------------------------- | -------- | ---------------------------------------------------------------- |
| 마이애미 대도시권            | 11       | 1968, 1969, 1971, 1976, 1979, 1989, 1995, 1999, 2007, 2010, 2020 |
| 뉴올리언스                   | 11       | 1970, 1972, 1975, 1978, 1981, 1986, 1990, 1997, 2002, 2013, 2025 |
| 로스앤젤레스 대도시권        | 8 (9)[ˇ] | 1967, 1973, 1977, 1980, 1983, 1987, 1993, 2022, 2027[ˇ]          |
| 탬파                         | 5        | 1984, 1991, 2001, 2009, 2021                                     |
| 피닉스 대도시권              | 4        | 1996, 2008, 2015, 2023                                           |
| 샌디에고                     | 3        | 1988, 1998, 2003                                                 |
| 휴스턴                       | 3        | 1974, 2004, 2017                                                 |
| 애틀랜타                     | 3 (4)[ˇ] | 1994, 2000, 2019, 2028[ˇ]                                        |
| 메트로 디트로이트            | 2        | 1982, 2006                                                       |
| 샌프란시스코 베이 에어리어   | 2 (3)[ˇ] | 1985, 2016, 2026[ˇ]                                              |
| 미니애폴리스                 | 2        | 1992, 2018                                                       |
| 잭슨빌                       | 1        | 2005                                                             |
| 댈러스–포트워스 메트로플렉스 | 1        | 2011                                                             |
| 인디애나폴리스               | 1        | 2012                                                             |
| 뉴욕 도시권                  | 1        | 2014                                                             |
| 라스베이거스 밸리            | 1        | 2024                                                             |

참고: 나열된 연도는 NFL 시즌으로 간주되는 연도와는 다르게 경기가 실제로 개최된 (또는 개최될 예정인[ˇ]; 미래 경기는 이탤릭체로 표시됨) 연도이다.

### 개최 경기장
총 27개의 다른 경기장이 슈퍼볼을 개최했거나 개최할 예정이며, 이 중 14개 경기장은 두 번 이상 슈퍼볼을 개최했거나 개최할 예정이다. 슈퍼볼을 개최했던 경기장 중 7개는 철거되었다.
아래 표에 나열된 연도는 NFL 시즌이 아닌 경기가 실제로 치러진 (또는 치러질 예정인[ˇ]) 연도이다.
| 경기장                         | 위치                      | No. 개최 | 개최 연도                                      |
| ------------------------------ | ------------------------- | -------- | ---------------------------------------------- |
| 시저스 슈퍼돔                  | 뉴올리언스                | 8        | 1978, 1981, 1986, 1990, 1997, 2002, 2013, 2025 |
| 하드록 스타디움                | 마이애미가든스[‡]         | 6        | 1989, 1995, 1999, 2007, 2010, 2020             |
| 오렌지 볼[^]                   | 마이애미                  | 5        | 1968, 1969, 1971, 1976, 1979                   |
| 로즈볼                         | 패서디나 (캘리포니아주)   | 5        | 1977, 1980, 1983, 1987, 1993                   |
| 툴레인 스타디움[^]             | 뉴올리언스                | 3        | 1970, 1972, 1975                               |
| 샌디에고 스타디움 [^]          | 샌디에고                  | 3        | 1988, 1998, 2003                               |
| 레이먼드 제임스 스타디움       | 탬파                      | 3        | 2001, 2009, 2021                               |
| 스테이트팜 스타디움            | 글렌데일 (애리조나주)     | 3        | 2008, 2015, 2023                               |
| 로스앤젤레스 메모리얼 콜리세움 | 로스앤젤레스              | 2        | 1967, 1973                                     |
| 탬파 스타디움[^]               | 탬파                      | 2        | 1984, 1991                                     |
| 조지아 돔[^]                   | 애틀랜타                  | 2        | 1994, 2000                                     |
| NRG 스타디움                   | 휴스턴                    | 2        | 2004, 2017                                     |
| 라이스 스타디움                | 휴스턴                    | 1        | 1974                                           |
| 폰티액 실버돔[^]               | 폰티액 (미시간주)         | 1        | 1982                                           |
| 스탠퍼드 스타디움[††]          | 스탠퍼드 (캘리포니아주)   | 1        | 1985                                           |
| 휴버트 H. 험프리 메트로돔[^]   | 미니애폴리스              | 1        | 1992                                           |
| 선 데빌 스타디움               | 템피 (애리조나주)         | 1        | 1996                                           |
| TIAA 뱅크 필드                 | 잭슨빌                    | 1        | 2005                                           |
| 포드 필드                      | 디트로이트                | 1        | 2006                                           |
| AT&T 스타디움                  | 알링턴 (텍사스주)         | 1        | 2011                                           |
| 루카스오일 스타디움            | 인디애나폴리스            | 1        | 2012                                           |
| 메트라이프 스타디움            | 이스트러더퍼드            | 1        | 2014                                           |
| 리바이스 스타디움              | 샌타클래라 (캘리포니아주) | 1 (2)[ˇ] | 2016, 2026[ˇ]                                  |
| U.S. 뱅크 스타디움             | 미니애폴리스              | 1        | 2018                                           |
| 메르세데스-벤츠 스타디움       | 애틀랜타                  | 1 (2)[ˇ] | 2019, 2028[ˇ]                                  |
| 소파이 스타디움                | 잉글우드 (캘리포니아주)   | 1 (2)[ˇ] | 2022, 2027[ˇ]                                  |
| 얼리전트 스타디움              | 패러다이스 (네바다주)     | 1        | 2024                                           |

^ ^: 경기장은 이후 철거되었다.

^ ‡: 2003년 마이애미가든스가 법인화되기 전에는 경기장이 마이애미-데이드 카운티의 미편입 지역에 있었다.

^ ††: 슈퍼볼 XIX를 개최했던 원래 스탠퍼드 스타디움은 철거되었고 2006년에 그 자리에 새 경기장이 건설되었다.

^ ˇ: 미래 슈퍼볼은 이탤릭체로도 표시된다.

#### 미래 경기장
| 연도 | 경기장                   | 위치                      |
| ---- | ------------------------ | ------------------------- |
| 2026 | 리바이스 스타디움        | 샌타클래라 (캘리포니아주) |
| 2027 | 소파이 스타디움          | 잉글우드 (캘리포니아주)   |
| 2028 | 메르세데스-벤츠 스타디움 | 애틀랜타, 조지아          |

슈퍼볼은 경기가 치러진 당시 NFL 또는 AFL 프랜차이즈가 없던 지역에서 개최된 적이 없다.
2021년 현재 샌디에고는 과거 슈퍼볼을 개최했지만 현재 NFL 프랜차이즈가 없는 유일한 대도시권이다. 샌디에고 스타디움은 그들의 NFL 프랜차이즈가 로스앤젤레스로 이전하기 전에 세 번의 슈퍼볼을 개최했다. 또한 런던은 가까운 미래에 슈퍼볼 개최 도시로 가끔 언급되기도 한다. 웸블리 스타디움은 NFL 국제 시리즈의 일환으로 여러 NFL 경기를 개최했으며 대규모 개별 행사를 위해 특별히 설계되었고, NFL 커미셔너 로저 구델은 여러 차례 공개적으로 가능성을 논의했다.
런던에서 슈퍼볼을 개최하는 데에는 시간대 문제가 큰 걸림돌이다. 일반적인 동부 시간 오후 6시 30분 시작은 런던 현지 시간으로 오후 11시 30분에 경기가 시작됨을 의미한다. 이는 관중 스포츠를 개최하기에는 매우 늦은 시간이며, NFL은 역사상 현지 시간으로 오후 9시 15분 이후에 경기를 시작한 적이 없다.
슈퍼볼 LIX까지 모든 슈퍼볼에 대한 입찰이 제출되었지만, NFL 지역 외부에 있는 경기장이 개최지 역할을 할 수 있는 가장 빠른 시점은 2028년 슈퍼볼 LXII가 될 것이다.
슈퍼볼을 한 번 이상 개최했지만 현재는 존재하지 않는 경기장은 8개이다.
- 툴레인 대학교 캠퍼스에 있던 툴레인 스타디움은 세 번의 슈퍼볼을 개최했으며, 1979년 11월에 철거되었다.
- 두 번의 슈퍼볼을 개최했던 탬파 스타디움은 1999년 4월에 철거되었다.
- 한 번의 슈퍼볼을 개최했던 스탠퍼드 스타디움은 2005-06년에 철거되고 재개발되었다.
- 다섯 번의 슈퍼볼을 개최했던 오렌지 볼은 2008년 5월에 철거되었다.
- 미니애폴리스의 휴버트 H. 험프리 메트로돔은 한 번의 슈퍼볼을 개최했으며, 2014년 3월에 철거되었다.
- 애틀랜타의 조지아 돔은 두 번의 슈퍼볼을 개최했으며, 2017년 11월에 철거되었다.
- 디트로이트 교외의 폰티액 실버돔은 한 번의 슈퍼볼을 개최했으며, 2018년 3월에 철거되었다.
- 세 번의 슈퍼볼을 개최했던 샌디에고 스타디움은 2020년 3월에 폐쇄되어 2021년 초에 철거되었다.

## 슈퍼볼 상표권
NFL은 "NFL", "슈퍼볼", "슈퍼볼 선데이"와 같은 상표 등록 용어의 무단 상업적 사용을 매우 적극적으로 방지하려고 노력한다. 그 결과, 경기에 연관되지만 NFL의 승인을 받지 않은 많은 행사와 프로모션은 이를 "더 빅 게임" 또는 다른 일반적인 설명으로 지칭하도록 요구받는다. 플랜터스 견과류 광고는 이를 풍자하며 "더 빅 게임을 보면서 슈퍼 ... 볼 ... 플랜터스 견과류를 먹으면 정말 좋을 거야!"라고 말했고, 코미디언 스티븐 콜베어는 2014년에 경기를 "슈퍼브 아울(Superb Owl)"이라고 부르기 시작했다. 2015년, NFL은 애리조나 기반 비영리 단체가 "Superb Owl"에 대해 제출한 상표 출원에 대해 USPTO 상표 심판 및 항소 위원회에 이의를 제기했다. 다른 단체는 "Superb Owl"에 대한 서비스 마크를 보유하고 있다.
NFL은 "슈퍼볼"이라는 문구 사용이 NFL과의 제휴를 암시한다고 주장하며, 이를 근거로 리그는 경기를 공개적으로 보여주는 방법을 광범위하게 제한할 권리가 있다고 주장한다. 예를 들어, 리그는 슈퍼볼 상영이 교회나 "메시지를 홍보하는" 다른 행사에서는 금지되며, 비스포츠 행사 장소에서도 55인치보다 큰 TV 화면으로 슈퍼볼을 보여주는 것이 금지된다고 말한다. 일부 비평가들은 NFL이 "모든 사용이 금지된다"고 주장함으로써 소유권을 과장하고 있다고 말하는데, 이는 미국 내 공정 사용의 광범위한 원칙과 상충된다. 2008년 유타주 상원의원 오린 해치는 "특정 비영리 단체가 라이브 미식축구 경기를 상영할 수 있도록 저작권의 배타적 권리에서 면제를 제공하고", "다른 목적을 위해" 법안을 제안했다.
2004년 NFL은 라스베이거스의 카지노에서 슈퍼볼 파티를 개최하는 것에 대해 중지 및 금지 서한을 보내기 시작했다. NFL에 따르면, "슈퍼볼"은 NFL이 소유한 등록 상표이며, 이 이름을 영리 목적으로 사용하는 다른 사업체는 연방법을 위반하는 것이다. 이 서한에 대한 반응으로, 많은 라스베이거스 리조트들은 인기 있고 수익성 있는 파티를 중단하는 대신, 이를 "빅 게임 파티"라고 부르기 시작했다.
2006년 NFL은 "더 빅 게임"이라는 상표를 등록하려 시도했으나, 2007년에 이러한 움직임에 대한 상업적 및 대중적 반대가 커지면서 신청을 철회했다. 주로 스탠퍼드 대학교와 캘리포니아 대학교 버클리 및 그들의 팬들의 반대가 컸는데, 스탠퍼드 카디널 풋볼과 캘리포니아 골든 베어스 풋볼 팀은 1892년부터 경기를 치러온 더 빅 게임이라는 경쟁 관계에 있었기 때문이다(NFL 창립 28년 전, 슈퍼볼 I 창립 75년 전). 또한, 메가 밀리언스 복권 게임은 1996년부터 2002년까지 더 빅 게임(이후 더 빅 게임 메가 밀리언스)으로 알려져 있었다.

## 같이 보기
- 그레이 컵

## 참고
1. ↑  2002년의 슈퍼볼 XXXVI는 9·11 테러 이후 2월 첫째 주 일요일로 연기되었다.